# Armoriale delle famiglie italiane (Bre-Buz)
Questo è l'armoriale delle famiglie italiane il cui cognome inizia con le lettere che vanno da Bre a Buz.

## Armi

### Bre
| Stemma | Casato e blasonatura |
| ------ | --- |
|        | Brea (Chieri) Titolo: conti di Rivera D'azzurro, a tre fasce d'argento, accompagnate da due stelle d'oro alias D'azzurro, a tre fasce, accompagnate da una stella (8) in capo e da un'altra stella in punta, il tutto d'argento (citato in (17)) |
|        | Brecca (Molise) (la blasonatura non è stata ancora caricata) (citato in DAlena) |
|        | Breganze (Vicenza) Titolo: Nobile trinciato: di azzurro e d'argento alla banda di rosso sulla partizione, ciascun punto al giglio dall'uno all'altro (citato in (4) – Vol. II pag. 181) |
|        | Breitonacheri d'azzurro, al sole figurato, e radioso d'oro (citato in (6) – pag. 128) |
|        | Brembati (Chiuduno e Spirano (Bergamo), Milano) inquartato, colla croce di rosso, patente, sulla inquartatura: al 1º e 4º di azzurro al leone coronato di oro; al 2º e 3º di argento, all'aquila di rosso, coronata di oro e, sul tutto, troncato di argento e di nero, alla banda di rosso (citato in (4) – Vol. II pag. 182) |
|        | Brenasi D'azzurro, all'albero di melo, al naturale, fruttato d'oro, nascente dalla campagna di verde, con un destrocherio, al naturale, movente dal fianco sinistro dello scudo, in atto di spiccare un frutto Motto: Avulsa pro fide coronat (citato in (17)) |
|        | Brenciaglia d'azzurro al pino posto sopra un monte accostato da 2 cipressi, posti su due monti accostati, il tutto di verde (citato in (4) – Vol. II pag. 182) |
|        | Brentan (Padova, Milano) titoli: Nobile, Conte troncato: al 1º di rosso all'aquila bicipite, al naturale; al 2º mareggiato d'argento e d'azzurro (citato in (4) – Vol. II pag. 182) |
|        | Brentani (Milano) Titolo: conti di Caltignaga Interzato in fascia, al 1° d'oro, all'aquila bicipite di nero, coronata del campo; al 2° d'azzurro, alla brenta, addestrata da un leone rivoltato, il tutto d'oro, sinistrata da una biscia d'argento; al 3° bandato d'argento e di rosso (citato in (17)) |
|        | Brentano (Francoforte sul Meno, Darmstadt (Assia), Trieste, Weisenau, Julïch (Prussia), Cadenabbia (Como)) interzato in fascia, al 1º d'oro all'aquila bicipite di nero, coronata del campo sulle due teste; al 2º, d'azzurro ad una brenta d'oro colle due anse di fronte accostata, a destra, da un leoncino rivoltato di oro, a sinistra da un serpe d'argento guizzante in palo; al 3º bandato d'argento Cimiero: un'aquila di nero nascente, rostrata, allumata e coronata d'oro (citato in (4) – Vol. II pag. 182) |
|        | Brentano Bernarda (Auerbach (Assia)) interzato in fascia, al 1º d'oro all'aquila bicipite di nero, coronata del campo sulle due teste; al 2º, d'azzurro ad una brenta d'oro colle due anse di fronte accostata, a destra, da un leoncino rivoltato di oro, a sinistra da un serpe d'argento guizzante in palo; al 3º bandato d'argento Cimiero: un'aquila di nero nascente, rostrata, allumata e coronata d'oro (citato in (4) – Vol. II pag. 183)                                                                       |
|        | Brenzone (Verona, Desio) Titoli: Nobile, Conte di rosso, troncato di un filetto di nero, il 1º al leone illeopardito d'oro; il 2º a tre bande di oro (citato in (4) – Vol. II pag. 183 e Vol. III pag. 603) filetto di nero in fascia su rosso - leone passante di oro su rosso - 3 bande di oro su rosso (citato in LEOM) |
|        | Brenzoni (Verona) troncato: semipartito, con la fascia d'argento sulla troncatura; il 1º d'azzurro a tre stelle (6) d'argento male ordinate; il 2º di rosso; il 3º d'oro Cimiero: il leone tenente fra le zampe uno scettro gigliato (citato in (4) – Vol. II pag. 184) |
|        | Breoso (Venezia) (FR) Échiqueté d'or et de gueules. (citato in (9)) |
|        | Bresci (Prato) Troncato: nel 1º d'oro, al castello di..., accompagnato da due stelle a cinque punte di...; nel 2º d'azzurro, al destrocherio di... vestito di..., uscente da una nube d'argento posta nel cantone sinistro del capo del secondo punto (citato in (15)) |
|        | Brescia (Cesena) (la blasonatura non è stata ancora caricata) (citato in BLCW) Immagine in Blasone Cesenate. |
|        | Bresciani (Cremona) inquartato di ... alla lettera maiuscola B di ..., e di ... alla stella a otto raggi di ...; sul tutto di ... al leone di ... (Immagine nella Raccolta stemmi Trippini (JPG).) |
|        | Bresciani (Cremona) inquartato; nel primo e nel quarto, d'argento, alla lettera B d'azzurro; nel secondo e nel terzo, d'azzurro, alla stella di otto raggi d'argento. Sopra il tutto d'argento, al leone d'azzurro (citato in BLCR) Immagine in Blasonario Cremonese (archiviato dall'url originale il 7 aprile 2014). |
|        | Bresciani (Finale Emilia) 3 stelle (8 raggi) di oro su fascia convessa di rosso su troncato di verde e di oro - 3 spade punta in alto in palo al naturale sotto la fascia sostenenti 3 rose di argento (citato in LEOM) |
|        | Bresciani (Finale Emilia) 3 stelle (5 raggi) di oro su fascia di azzurro su troncato di oro e di rosso - 3 spade punta in alto in palo al naturale sotto la fascia sostenenti 3 rose di rosso (citato in LEOM) |
|        | Brescianini (Mura di Savallo) d'argento, alla pianta di quercia sinistrata da un leone rampante sostenente il tronco, il tutto al naturale (citato in Piovanelli) |
|        | Bressa o Brescia (Venezia) (FR) D'or, à la fasce de sinople, ch. d'une colombe d'argent, accostée de deux roses de gueules. (citato in (9)) |
|        | Bressani o Bersani (Mondovì) Titolo: signori di Carrù, Sant'Albano; consignori di Carassone, Chiusa Pesio, Roccaforte, Vicoforte D'azzurro alla banda d'argento, orlata e cucita d'oro (citato in (17)) |
|        | Breuil de Souvolle (Fiesole) D'argento, alla fascia increspata di rosso bordata di nero, posta fra due gemelle in fascia di rosso, bordate di nero (citato in (15)) |

### Bri
| Stemma | Casato e blasonatura |
| ------ | --- |
|        | Briani (Venezia) (FR) Tranché d'argent sur sinople, l'argent chargé d'une branche d'olivier de sinople, en pal, fruitée d'une seule pièce de gueules. (citato in (9)) |
|        | Briata (Ovada) D'azzurro, al leopardo rivoltato d'oro, sostenuto da una fascia diminuita d'argento, abbassata sulla campagna di verde, tenente con la branca anteriore destra un giglio d'oro, accompagnato nel capo da tre gigli dello stesso, posti 1, 2 (citato in (33)) |
|        | Briatore (Mondovì) Di [...], alla torre di [...] (citato in (17)) |
|        | Bricci o Brizi o Brioci (Venezia) (FR) Échiqueté d'azur et d'argent. Ou: Losangé d'azur et d'argent (citato in (9)) |
|        | Bricchi (Cagli) (la blasonatura non è stata ancora caricata) (citato in DAlena) |
|        | Bricciardi (Pistoia) D'oro, a tre pali d'azzurro (citato in (15)) |
|        | Brichanteau de Nangis d'azzurro, a sei bisanti d'oro, 3, 2, 1 (citato in (4) – Vol. II pag. 519) |
|        | Brichieri (Firenze) D'azzurro, al cane passante rivoltato d'oro sulla montagna al naturale uscente dalla punta, sormontato da un sole d'oro posto nel cantone destro del capo, e da tre stelle a otto punte dello stesso, poste nel cantone sinistro alias D'azzurro, al cane passante rivoltato d'oro sulla montagna al naturale uscente dalla punta, sormontato da un sole d'oro posto nel cantone destro del capo, e da tre stelle a sei punte dello stesso, poste nel cantone sinistro (citato in (15))                                                            |
|        | Brichieri Colombi (Firenze) partito: nel 1º d'azzurro al leone d'oro rivoltato sostenuto da un monte di tre cime al naturale e sormontato da un sole d'oro sinistrato da tre stelle male ordinate dello stesso; nel 2º d'azzurro a tre colombe di argento male ordinate, quella del capo tenente nel becco un ramoscello d'olivo la naturale (citato in (4) – Vol. II pag. 184) |
|        | Brida (Brosso) Titolo: Signore di Lessolo d'azzurro, a tre monti d'oro, ciascuno cariato di un trifoglio di verde, rovesciato, e sostenente un pappagallo di verde, colla testa rivoltata Cimiero: il guerriero con la spada sguainata Motto: Est mihi pro Domino dextra parata meo (citato in (4) – Vol. II pag. 184 e in (17)) |
|        | Brienne (Francia) Titolo: conti D'azzurro, al leone d'oro, con la coda annodata, bifida e decussata alias D'azzurro, seminato di plinti d'oro, al leone attraversante dello stesso (citato in (15)) |
|        | Brigandi (Messina) d'azzurro, al leone coronato d'oro, attraversato dalla sbarra di rosso, accompagnato nella punta di una rosa d'argento (citato in Mango) d'azzurro, con una fascia cucita di rosso accompagnata da un leone coronato d'oro uscente, e da una rosa d'argento fustata e fogliata di verde posta nella punta, ed una banda di rosso attraversante sul tutto. Corona di barone (citato in (29)) Notizie storiche in Famiglie nobili di Sicilia. |
|        | Brigandi lo Mundo (Forlimpopoli) 3 pesci di argento screziati di rosso in palo su troncato di azzurro e mare - 3 stelle (6 raggi) di oro poste in fascia su azzurro in alto (citato in LEOM) |
|        | Brigante Colonna Angelini (Tivoli, Roma) di rosso alla colonna di argento col capitello e la base di oro coronata dallo stesso Cimiero: una sirena coronata Motto: Frangitur non flectitur (citato in (4) – Vol. II pag. 185) |
|        | Briganti (Forlimpopoli) troncato d'azzurro e di mareggiato, a tre pesci d'argento screziati di rosso attraversanti a posti in palo, uno accanto all'altro, e sormontati ognuno da una stella d'oro (6) (citato in GUCA – pag. 421 e in DAlena) |
|        | Briganti di azzurro al brigantino al naturale natante sul mare di argento, fluttuoso di azzurro, accompagnato in capo da 3 stelle d'oro ordinate in fascia (citato in (4) – Vol. II pag. 185) |
|        | Briganti (Cesena) (la blasonatura non è stata ancora caricata) (citato in BLCW) Immagine in Blasone Cesenate. |
|        | Briganti Bellini (già Briganti) (Osimo) partito: nel 1º di azzurro al brigantino al naturale natante sul mare di argento, fluttuoso di azzurro, accompagnato in capo da 3 stelle d'oro ordinate in fascia (Briganti); nel 2º di azzurro alla fascia di rosso cucita accompagnata in capo da una stella di 6 raggi d'oro ed in punta da un cane bianco lambente acqua di un fiumicello scorrente in mezzo al prato erboso, il tutto al naturale (Bellini) (citato in (4) – Vol. II pag. 185)                                                                            |
|        | Brigati (Compiano) (la blasonatura non è stata ancora caricata) (citato in DAlena) |
|        | Briggia (Brescia) d'azzurro, alla torre d'argento sormontata da tre stelle d'oro (5), ordinate in fascia (citato in (4) – Vol. II pag. 186) |
|        | Brighenti (Rimini, Modena) Grifo rampante coronato di oro su monte a 3 cime di verde uscenti dalla punta spada di argento in destra su - fascia di rosso su azzurro - bordura dentata di argento (citato in LEOM) D'azzurro alla fascia di rosso attraversata da un grifone coronato d'oro, tenente una spada al naturale, e movente da un monte di tre cime di verde; con la filiera dentata di argento. |
|        | Brighi-Fanzaresi (Cesena) (la blasonatura non è stata ancora caricata) (citato in BLCW) Immagine in Blasone Cesenate. |
|        | Brignone (Ovada) D'azzurro, al pruno fruttato e terrazzato al naturale, sinistrato da un leone d'oro (citato in (33)) |
|        | Brignone (Cuneo) Titolo: signore di Costigliole Saluzzo; conte di Costigliole Saluzzo D'azzurro, alla banda contromerlata d'argento, carica di tre stelle di rosso (citato in (17) e in (25)) Cimiero: una stella d'oro Motto: Ubi Deus ibi lux |
|        | Brignone (Pinerolo, Torino) Titolo: nobili D'azzurro, al susino fruttato e nutrito sulla pianura erbosa, posto a destra dello scudo e sinistrato da un cervo passante, il tutto al naturale, con il capo d'azzurro, cucito, carico di tre stelle d'oro, male ordinate (citato in (17)) cervo passante verso un albero di susino al naturale su terrazzo di verde su azzurro - 3 stelle (5 raggi) di oro su azzurro in capo poste 1,2 (citato in LEOM) |
|        | Brillo (Padova) Titolo: Nobile d'oro all'albero di verde sradicato con il capo cucito d'argento Motto: Anima cunctis rebus praeferri debet (citato in (4) – Vol. II pag. 186) |
|        | Brillo (Padova) albero spoglio di verde sradicato su argento - oro pieno in capo (citato in LEOM) |
|        | Brina (Villanova d'Asti) D'azzurro, alla stella (8) d'oro, sormontata da un triangolo di nero, rovesciato movente dal lembo superiore dello scudo, cucito, carico di due rami di mirto, d'argento, decussati Motto: In spe et probitate (citato in (17)) |
|        | Brina (Torino) Di rosso, al decusse d'argento, carico di cinque morsi da cavallo, di porpora, e accantonato da quattro cavalli d'argento, spaventati e rivoltati (citato in (17)) |
|        | Brinatti (Torino) Titolo: conti Di rosso, allo scaglione d'oro, caricato di uno scaglione d'azzurro e sormontato da tre stelle d'oro, in fascia Motto: Dilexi justitiam (citato in (17)) |
|        | Brini (Firenze, Siena) partito: nel 1º di rosso al palo d'oro alla fascia in divisa spinata di azzurro, attraversante; nel 2º d'argento a tre stelle di otto raggi d'oro ordinate in palo (citato in (4) – Vol. II pag. 186) Partito: nel 1º di rosso, al palo d'oro e alla fascia diminuita increspata attraversante d'azzurro; nel 2º d'argento, a tre stelle a otto punte d'oro, ordinate in palo (citato in (15)) |
|        | Brinonj d'azzurro, a tre girasoli d'oro, gambuti e fogliati d'argento (citato in (6) – pag. 134) |
|        | Brionis Di rosso, a due bande d'argento, ciascuna carica di un ramoscello di rosaio di verde, fiorito di due pezzi, di rosso (citato in (17)) |
|        | Brioscho (la blasonatura non è stata ancora caricata) (citato in DAlena) |
|        | Briosi o Brioso o Briosso (Padova) banda di oro combinata con una losanga dello stesso posta in sbarra nel centro della banda senza linee di divisione su rosso (citato in LEOM) |
|        | Brippio (la blasonatura non è stata ancora caricata) (citato in DAlena) |
|        | Brisci (Cesena) (la blasonatura non è stata ancora caricata) (citato in BLCW) Immagine in Blasone Cesenate. |
|        | Brissoni (Firenze) Inquartato: nel 1º e 4º d'oro, alla crocetta patente d'argento; nel 2º e 3º d'argento, all'aquila dal volo abbassato di nero (citato in (15)) (DE) Quadriert: In Feld 1 und 4 in Gold 1 silbernes Tatzenkreuz, in Feld 2 und 3 in Silber 1 schwarzer Adler (citato in (21)) |
|        | Bristolani (Venezia) (FR) De sinople, à deux fasces vivrées d'or. (citato in (9)) |
|        | Britonis (Aosta) D'oro, allo scaglione accompagnato da tre moscature di ermellino, il tutto di nero (citato in (17)) |
|        | Brivio (Milano) di azzurro, a due branche di leone, d'oro, recise in croce di S. Andrea, col capo dell'impero Cimiero: l'aquila di nero, nascente, coronata d'oro (citato in (4) – Vol. II pag. 186) |
|        | Brivio (Milano) di rosso, inquartato: il 1º e 4º alla mano di carnagione (destra nel 1º, sinistra nel 4º) tenente un sasso al naturale, sostenuta da un breve d'argento svolazzante in sbarra e scritto col motto Also, fest; al 2º e 3º ai carciofi al naturale fioriti di oro, sostenuti da un breve di argento, svolazzante in banda e scritto col motto Vor, gott. Sul tutto, di azzurro, a due branche di leone, d'oro, recise in croce di S. Andrea, col capo dell'impero Cimiero: l'aquila di nero, nascente, coronata d'oro (citato in (4) – Vol. II pag. 186) |
|        | Brivio (Milano) (la blasonatura non è stata ancora caricata) (Immagine nella Raccolta stemmi Trippini (JPG).) |
|        | Brivio Sforza (Milano) (la blasonatura non è stata ancora caricata) (Immagine nella Raccolta stemmi Topoguz.) |
|        | Brizi (Siena) D'argento, al leone al naturale, accollato da un lambello di cinque pendenti di rosso alias D'argento, al leone al naturale, accollato da un lambello di quattro pendenti di rosso alias D'argento, al leone di nero, accollato da un lambello di cinque pendenti di rosso alias D'argento, al leone di nero, accollato da un lambello di quattro pendenti di rosso (citato in (15)) |
|        | Brizio o Bricio o Brizi (Cuneo) Titolo: consignori di Salmour Troncato di rosso e di nero, al liocorno d'oro, ritto, armato d'argento (citato in (17) e in (25)) Motto: Sic virtus |
|        | Brizio o Bricio (Cuneo) Troncato di rosso e di nero, al bue d'oro, ritto (citato in (17)) |
|        | Brizio e Brizio Falletti (Torino) Titolo: conti di Castellazzo Novarese, Castelletto Ussone; baroni della Loggia; signori di La Veglia, Valfenera; consignori di Cervere, Cornegliano, Monforte inquartato: di argento e di rosso Cimiero: donna ignuda (alias puttino ignudo) Motto: Alterutra fortuna - In altrutra fortuna (citato in (4) – Vol. II pag. 188 e in (17)) alias Inquartato di rosso e d'argento alias Partito, di Brizio e di Falletti (citato in (17))                                                                                               |
|        | Brizio o Bricio (Carmagnola) Palato di sei, il 1° e 4° di verde, il 2° e 5° d'argento, il 3° e 6° di rosso alias Palato di sei, il 1° e 4° d'argento, il 2° e 5° di verde, il 3° e 6° di rosso alias D'argento, a quattro pali, due di verde e due di rosso Motto: Fides (citato in (17)) |
|        | Brizzi (Firenze) d'azzurro alla fascia in divisa d'oro sostenente una chiocciola passante d'argento (citato in (4) – Vol. II pag. 188) |
|        | Brizzi (Firenze) D'azzurro, alla fascia d'oro, sostenente una chiocciola passante d'argento alias D'azzurro, alla fascia d'argento, sostenente una chiocciola passante d'oro (citato in (15)) |

### Bro
| Stemma | Casato e blasonatura |
| ------ | --- |
|        | Brocardi o Broccardi (Cuneo) Titolo: signore di Gaiola, Moiola, Ritana, Valoria, Vignolo una pianta di cardo, che fa tre fusti verdi, accompagnato nel capo da tre stelle d'oro in campo rosso (citato in (17) e in (25)) |
|        | Brocardi (Torino) Di rosso, al cardo di tre fusti di verde, sormontato da tre stelle d'oro, ordinate in fascia (citato in (17)) |
|        | Broccaldi Scelmi (Toscana) (DE) Quadriert: In Feld 1 und 4 in Gold 3 blaue Schrägbalken, in Feld 2 und 3 in Gold 1 blauer Schrägbalken, belegt mit 3 achtstrahligen goldenen Sternen und beidseitig begleitet von je 1 roten Rose (citato in (21)) |
|        | Broccardi (Bologna) di rosso, a 3 spighe di miglio d'oro poste in ventaglio; riunite in uno stelo movente dalla punta (citato in GUCA – pag. 365 e in DAlena) |
|        | Broccardi (Firenze) D'azzurro, al semivolo levato d'oro posto in sbarra, e alla branca di leone attraversante dello stesso, posta in banda alias D'azzurro, alla brocca d'argento (citato in (15)) |
|        | Broccardi Schelmi (Firenze) inquartato: nel 1º e 4º bandato d'azzurro e d'oro di 8 pezzi; nel 2º e 3º d'oro alla banda d'azzurro caricata di 3 stelle d'8 raggi d'oro e accompagnata da 2 rose di rosso, una in capo e una in punta (citato in (4) – Vol. II pag. 188) Inquartato: nel 1º e 4º bandato di otto pezzi d'azzurro e d'oro; nel 2º e 3º d'oro, alla banda d'azzurro caricata di tre stelle a otto punte del campo e accompagnata da due rose di rosso, una in capo e una in punta (citato in (15)) |
|        | Broccardo (Sicilia) d'oro con una fascia di rosso accompagnata in punta da un capriolo e da tre rose dello stesso situate 2 e 1 ed in capo da tre gigli d'azzurro allineate in fascia (citato in (29)) Notizie storiche in Famiglie nobili di Sicilia. |
|        | Broccario (Pisa) D'azzurro, al monte di sei cime d'oro, sostenente una croce d'argento (citato in (15)) |
|        | Brocchi (Vicenza, Castrovillari, Venezia) Titolo: Nobile inquartato: al 1º e 4º troncato: a) d'azzurro a tre stelle (8) d'oro, ordinate in fascia; b) d'argento all'albero di verde nodrito nella partizione; al 2º e 3º troncato: a)d'oro all'aquila di nero, coronata del campo; b) di rosso alla torre d'argento, aperta e finestrata di nero e sostenuta a sinistra da un leone d'oro (citato in (4) – Vol. II pag. 189) |
|        | Brocchi (Firenze) D'oro, al tronco d'albero strappato e reciso al naturale, fronzuto di due pezzi dello stesso (citato in (15)) |
|        | Brocchi (Genova) tronco di albero al naturale munito di 2 sole propagini di verde sradicato su oro (citato in LEOM) |
|        | Brocchi (Bassano del Grappa) aquila di nero su argento - ramo di corallo di rosso su argento con bordura composta di nero e di argento (citato in LEOM) |
|        | Brocchi Colonna (Bassano del Grappa) aquila di nero su argento - ramo di corallo di rosso su argento con bordura composta di nero e di argento - colonna di argento cimata da giglio di oro su azzurro (citato in LEOM) |
|        | Brocchi Colonna (Bassano del Grappa) aquila di argento su rosso - tronco di albero al naturale uscente dalla punta su azzurro - colonna di argento cimata da giglio di oro su azzurro (citato in LEOM) |
|        | Brocco (Torino) D'oro, alla fascia doppiomerlata, di rosso, con il capo d'azzurro, carico di tre teste di leone, guardanti, d'oro, poste in fascia (citato in (17)) |
|        | Brocco (Casale) D'argento, alla banda d'azzurro, carica di tre stelle d'oro, sostenente un leone passante, d'azzurro (citato in (17)) |
|        | Broccoli (Napoli) d'oro, alla banda di azzurro accompagnata nel cantone destro della punta da un broccolo fiorito di rosso, gambuto d'oro, e nel cantone destro del capo da 3 stelle di rosso ordinate in fascia (citato in GUCA – pag. 523 e in DAlena) |
|        | Brodai (Firenze) Di rosso, alla croce di sant'Andrea d'oro (citato in (15)) (DE) In Rot 1 goldenes Schrägkreuz (citato in (21)) |
|        | Brogiani (Firenze) D'azzurro, alla croce latina con il braccio inferiore semipotenziato a sinistra, sostenuta da un monte di tre cime e sormontata da tre gigli ordinati fra i quattro pendenti di un lambello; il tutto d'oro (citato in (15)) |
|        | Brogioni (Siena) Di rosso, allo scaglione d'azzurro caricato di tre palle d'oro e accompagnato da tre stelle a sei punte dello stesso, 2.1 alias Di rosso, allo scaglione d'azzurro caricato di tre palle d'oro e accompagnato da tre stelle a sei punte d'argento, 2.1 alias Di rosso, allo scaglione d'azzurro caricato di tre palle d'oro e accompagnato da tre stelle a sei punte dello stesso, 2.1; con il capo dell'Impero alias Di rosso, allo scaglione d'azzurro caricato di tre palle d'oro e accompagnato da tre stelle a sei punte d'argento, 2.1; con il capo dell'Impero (citato in (15)) |
|        | Brogiotti (Firenze) D'oro, al leone di rosso alias D'oro, al leone di rosso; con il capo d'Angiò (citato in (15)) |
|        | Broglia Broglia di Chieri Titolo: conti di Casalborgone, Mombello, Revello; signori di Arignano, Cortandone, Fontanetto; consignori di Agliè, Bairo, Baldissero, Chieri, Cocconato, Monale, Montaldo, Pont Canavese, S. Sebastiano, Santena D'oro al decusse d'azzurro ancorato (Immagine nella Raccolta stemmi Trippini (JPG).) Motto: Pour l'avenir (citato in (17)) |
|        | Broglio o Broglia (Torino, Piemonte) Titolo: Nobile dei Conti di Casalborgone d'oro, alla croce di Sant'Andrea ancorata d'azzurro. Cimiero: cigno d'argento, beccato di oro, nascente, accollato d'azzurro, con un decusse, come nel campo, pendente Motto: Pour l'avenir (citato in GUCA – pag. 28, in (4) - Vol. II pag. 189, in (6) - pag. 98 e in DAlena) |
|        | Broglio (Resana (Treviso)) Titoli: Cavaliere dell'I. A., Conte interzato in fascia: il 1º d'oro all'aquila di nero; il 2º inquartato in decusse di rosso e d'azzurro al giglio d'argento in ogni punto; il 3º palato di rosso e di oro Cimiero: sei penne di struzzo Motto: Integritate et merito (citato in (4) – Vol. II pag. 190) |
|        | Broglio (Roma) d'azzurro al monte di 6 cime accompagnato in campo da un giglio fra due stelle, il tutto d'oro; capo d'oro caricato da due ossa di morto di nero, decussate Cimiero: una fenice uscente da una torre Supporti: due centauri (citato in (4) – Vol. II pag. 190) |
|        | Broglio di oro a due barre di ferro incrociate a croce di S. Andrea, di nero (citato in (4) – Vol. II pag. 190) |
|        | Broglio o Di Broglio (Resano) aquila di nero su oro - inquartato in croce di Sant'Andrea di rosso e di azzurro - 2 gigli di argento su azzurro - 2 pali di oro su rosso (citato in LEOM) |
|        | Broglio Masucci (Treja (Macerata)) partito: nel 1º troncato semipartito così: a) di oro a due barre di ferro incrociate a croce di S. Andrea, di nero (Broglio); b) troncato: di rosso a tre piume bianche; d'azzurro a due cani d'argento che abbaiano alla luna; c) sbarrato di argento e di rosso al capo di verde caricato di un rastrello a tre gigli d'oro; con la fascia d'oro sulla troncatura (Masetti-Masucci); nel 2º troncato: a) di rosso alla lira d'argento accompagnata in capo da una stella d'oro; b) di azzurro alla torre finestrata e merlata di tre pezzi al naturale sormontata da una testa di donna attraversata da un albero, le cui radici escono dalla parte della torre (De Vecchi) (citato in (4) – Vol. II pag. 190) |
|        | Brognoli (Brescia) di oro al susino al naturale (citato in (4) – Vol. II pag. 191) alias albero di susino di verde fruttato di rosso sradicato su oro (citato in LEOM) |
|        | Brognoligo (Costabissara (Vicenza)) Titolo: Nobile di rosso a due serpi d'oro accollati a tre giri e affrontati (citato in (4) – Vol. II pag. 191) |
|        | Broli (Firenze) Troncato: nel 1º di..., seminato di bisanti di...; nel 2º di... pieno. (citato in (15)) |
|        | Bronchi (Firenze) D'argento, al tronco d'albero reciso al naturale (citato in (15)) |
|        | Bronconi (Siena) D'azzurro, al tronco d'albero d'oro, reciso e posto in palo (citato in (15)) |
|        | Brondelli o Brondello (Torino) Titolo: Conte di Brondello; consignori de La Morra d'oro, a 4 bande d'azzurro; con tre monti di verde, quello di mezzo più alto e sormontato da un grappolo d'uva di argento, il tutto attraversante (citato in (4) – Vol. II pag. 191 e in (17)) |
|        | Brondo (Sardegna) (la blasonatura non è ancora caricata) (citato in (12)) |
|        | Brondolo (Casale) Titolo: conti di Lazzarone; consignori di Carpenetto, Corticelle, Villadeati Inquartato, d'oro, all'aquila di nero, e troncato d'argento e d'azzurro (citato in (17)) |
|        | Bronzini (Torino ?) D'oro, alla fascia doppiomerlata, di nero, con il capo d'azzurro, carico di tre colombe d'argento, tenenti nel becco un ramo d'olivo, d'oro Motto: Hos sine sele pax (citato in (17)) |
|        | Broschi Pisani (Pistoia) Troncato: nel 1?? d'azzurro, a due uccelli controvolanti in banda d'argento poggianti a sinistra, e a due bande ritirate in punta di rosso, uscenti dalla troncatura e poggianti a destra, sormontate da un giglio d'oro, il tutto accompagnato da tre stelle a sei punte dello stesso, ordinate in capo; nel 2?? d'argento, all'albero di verde terrazzato dello stesso, attraversante sulla troncatura e sostenuto da due leoni di rosso, quello di sinistra retroguardante alias Troncato: nel 1?? d'azzurro, a due uccelli controvolanti in banda d'argento poggianti a sinistra, e a due bande ritirate in punta di rosso, uscenti dalla troncatura e poggianti a destra, sormontate da un giglio d'oro, il tutto accompagnato da tre stelle a otto punte dello stesso, ordinate in capo; nel 2?? d'argento, all'albero di verde terrazzato dello stesso, attraversante sulla troncatura e sostenuto da due leoni di rosso, quello di sinistra retroguardante (citato in (15)) |
|        | Brosolo (Ivrea) Troncato d'oro e di rosso, il secondo allo scaglione di azzurro, orlato d'argento, sostenente una pianticella di licio [brosolo] al naturale, attraversante sull'oro Motto: Non perii (citato in (17)) |
|        | Brotin (Francia) (la blasonatura non è stata ancora caricata) (citato in DAlena) |
|        | Brozzi (Arezzo) d'oro all'aquila al naturale al volo spiegato linguata di rosso sostenuta da un monte di tre cime d'azzurro Cimiero: un liocorno d'argento (citato in (4) – Vol. II pag. 191) |
|        | Brozzi (Arezzo, Firenze) D'oro, all'aquila dal volo abbassato di nero, sostenuta da un monte di tre cime d'azzurro (citato in (15)) |

### Bru
| Stemma | Casato e blasonatura |
| ------ | --- |
|        | Brucalassi (Firenze) Troncato: nel 1º d'azzurro, a tre gigli ordinati in fascia d'oro; nel 2º troncato cuneato a denti lunghi d'azzurro e d'oro; e alla fascia di rosso passata sulla troncatura (citato in (15)) (DE) Über 1 goldenen Schildfuß im Spitzenschnitt in Blau 1 roter Balken, oben begleitet von 3 goldenen Lilien balkenweise (citato in (21)) |
|        | Brucco troncato, sopra, d'argento alla pianticella di bruco (erica) fiorita e sradicata, al naturale; sotto, d'azzurro al leone d'oro, tenente colla zampa anteriore destra un ramoscello di bruco (erica) d'argento (citato in (4) – Vol. III pag. 386) |
|        | Brucianesi (Firenze) D'azzurro, a tre pesci d'oro nuotanti l'uno sull'altro, accompagnati in capo da una stella a otto punte dello stesso alias D'azzurro, a tre pesci d'oro nuotanti l'uno sull'altro, accompagnati da tre stelle a otto punte dello stesso ordinate in capo, e in punta da una fiamma di rosso (citato in (15)) |
|        | Brucioli (Firenze) D'argento, a tre pali di rosso; con il capo cucito del primo, caricato di un bue passante del secondo (citato in (15)) |
|        | Brucker (Firenze) D'azzurro, al ponte a un'arcata intera e due mezze d'oro, fondato sulla riviera al naturale (citato in (15)) |
|        | Bruco o Brucco (Biella, Torino) Titolo: conti di Ceresole, Lemie e Forno di Lemie, Montalto Dora, Sordevolo, Usseglio; signori di Chiusavecchia, Costigliole Inquartato, al 1º e 4º d'argento alla pianta di erica al naturale; al 2º e 3º d'azzurro, al leone d'oro tenente un ramoscello d'erica, d'argento Motto: Soli Deo (citato in (17)) |
|        | Bruggi (Pistoia) D'azzurro, allo scaglione d'oro (citato in (15)) |
|        | Brugli o Bruglio (Sicilia) d'azzurro, al leone d'oro (citato in Mango) |
|        | Brugnoli (Brescia) d'oro, alla pianta di pruno di verde, fruttata di rosso (citato in GUCA – pag. 437 e in DAlena) |
|        | Brumani (Cremona) (la blasonatura non è stata ancora caricata) (Immagine nella Raccolta stemmi Trippini (JPG).) |
|        | Brumani (Cremona) d'azzurro al castello d'argento sostenuto da due ruote dello stesso (citato in BLCR) Immagine in Blasonario Cremonese (archiviato dall'url originale il 7 aprile 2014). |
|        | Brumanus o Brumano o Brumana (?) (Saluzzo) Una torre su due rose (citato in (17)) |
|        | Brun (Padova, Soave, Milano) già Brun (Danimarca) Troncato composto: nel primo di nero, un orso d'argento seduto di fronte con testa rivoltata, tenente con la branca destra una coppa d'oro con una mela di rosso e con la sinistra un fiore d'oro; nel secondo d'argento alla fontana a catino d'oro e due zampilli d'azzurro. |
|        | Brunacchi (Pisa, Firenze) Di..., al destrocherio di..., armato di..., e impugnante una spada alta di... (citato in (15)) |
|        | Brunacci (Firenze) di rosso, al granchio montante d'argento accompagnato da due stelle d'oro, una in capo e l'altra in punta (citato in GUCA – pag. 298 e in DAlena) Di rosso, al granchio montante d'oro, accompagnato da due stelle a otto punte dello stesso, una in capo e l'altra in punta (citato in (15)) |
|        | Brunacci (Firenze) Di rosso, a due branche di leone decussate d'oro, accantonate da quattro stelle a otto punte d'oro (citato in (15)) (DE) In Rot 2 erniedrigte gekreuzte abgerissene goldenen Löwenpranken, allseitig begleitet von 4 achtstrahligen goldenen Sternen (citato in (21)) alias Di rosso, a due branche di leone decussate d'oro, accantonate da quattro stelle a sei punte d'oro (citato in (15)) alias Di rosso, a due branche di leone decussate d'argento, accantonate da quattro stelle a otto punte d'oro (citato in (15)) alias Di rosso, a due branche di leone decussate d'argento, accantonate da quattro stelle a sei punte d'oro (citato in (15)) |
|        | Brunaccini (Toscana) (DE) In Rot 2 gekreuzte abgerissene goldene Löwenpranken, begleitet oben und unten von je 1 achtstrahligen goldenen Stern (citato in (21)) |
|        | Brunacci (Pisa) D'argento, a due branche d'orso decussate d'oro, accompagnate da tre cipolle di rosso, 2.1 (citato in (15)) |
|        | Brunacci (Toscana) (DE) In Rot 1 silberner Balken, beidseitig begleitet von je 1 goldenen Sonne mit je 4 goldenen und 3 roten Strahlen (citato in (21)) |
|        | Brunacci o Brunassio (Chieri) Titolo: conti palatini Troncato d'argento e di nero, al cane bracco, dell'uno nell'altro, linguato e collarinato di rosso, il collare anellato e bullettato d'oro, sormontato da un'aquila di nero, linguata di rosso Motto: Fides perpetua (citato in (17)) |
|        | Brunaccini (Messina, Palermo) di rosso, a due zampe di leone di oro, passate in decusse, accompagnate nel capo da una stella (5) e nella punta da un giglio, il tutto di oro Sostegni: l'aquila spiegata di nero, membrata, imbeccata e coronata d'oro (citato in (4) – Vol. II pag. 192) |
|        | Brunaccini (Sicilia) Titolo: principe di S. Todaro d'oro con due branche di leone di rosso passate in croce di s. Andrea accompagnate in capo da una stella di rosso, ed in punta da un giglio dello stesso. Corona di principe (citato in (29)) Notizie storiche in Famiglie nobili di Sicilia. |
|        | Brunaccini (Messina, Palermo) d'oro a due branche di leone d'oro, passate in decusse Sostegni: L'aquila spiegata di nero, membrata, imbeccata e coronata d'oro (citato in (4) – Vol. II pag. 192) |
|        | Brunaccini (Firenze, Sicilia) d'oro, a due branche di leone decussate, accompagnate nel capo da una stella (8) e in punta da un giglio, il tutto di rosso (citato in (6) – pag. 46) D'oro, a due branche di leone decussate, accompagnate in capo da una stella a otto punte e in punta da un giglio, il tutto di rosso (citato in (15)) di rosso, a due zampe di leone d'oro, passate in croce di Sant'Andrea, accompagnate nel capo da una stella e nella punta da un giglio, il tutto dello stesso. Lo scudo accollato dall'aquila spiegata di nero, membrata, imbeccata e coronata d'oro (citato in Mango) (DE) In Gold 2 gekreuzte abgerissene rote Löwenpranken, begleitet oben von 1 achtstrahligen roten Stern, unten von 1 roten Lilie (citato in (21)) |
|        | Brunaccino di Iacopo (Firenze) D'oro, alla croce di sant'Andrea d'azzurro (citato in (15)) |
|        | Brunamonti (Cannara, Perugia) inquartato: nel 1º di azzurro al monte di tre cime d'oro, sormontato da un pino di verde accompagnato in capo da tre stelle di sei raggi d'oro male ordinate; nel 2º di azzurro alla fascia di rosso accompagnata in capo da una stella di 6 raggi d'oro, e in punta da un serafino; nel 3º di azzurro ad un ramo di rose al naturale movente dalla pianura erbosa ed accompagnata in capo da tre stelle di sei raggi d'oro male ordinate; nel 4º di azzurro alla torre di rosso movente da una pianura erbosa, sinistrata da un leone passante al naturale e da un destrocherio vestito di rosso movente dal fianco sinistro, e sormontato da una stella di sei raggi d'oro (citato in (4) – Vol. II pag. 192) |
|        | Brunamonti (Trevi) (la blasonatura non è stata ancora caricata) Notizie storiche nel sito della Associazione Pro Trevi. |
|        | Brunas Serra (Napoli) partito: nel 1º di argento con la punta di nero al cane levriere dell'uno nell'altro linguato e collarinato di rosso e bordato di oro, sormontato da un'aquila di nero armata e linguata di rosso e coronata di oro; nel 2º di oro a due fasce scaccate d'argento e di rosso (citato in (4) – Vol. II pag. 192) |
|        | Brunati (Torino) Titolo: Barone d'argento, alla testa di moro al naturale, al capo d'azzurro caricato di 5 stelle d'oro ordinate in fascia (citato in GUCA – pag. 541, in (4) - Vol. II pag. 193, in DAlena e in (17)) |
|        | Brunati (Desenzano, Salò) un fasciato di rosso nel 1º all'aquila nera; nel 2º a due chiavi incrociate dal basso sullo sfondo d'azzurro (citato in Piovanelli) |
|        | Brunel (Aosta) Titolo: consignori di St. Georges e Introd Di nero, alla banda d'argento, carica di una testa di moro al naturale, ritirata verso il capo (citato in (17)) |
|        | Brunella (Napoletano) (la blasonatura non è stata ancora caricata) (citato in (22)) |
|        | Brunelleschi (Udine) d'oro alla fascia d'azzurro (citato in (4) – Vol. II pag. 193) |
|        | Brunelleschi (Firenze) D'oro, alla fascia d'azzurro (Immagine nella Raccolta stemmi Trippini (JPG).) (DE) In Gold 1 blauer Balken (citato in (21)) alias D'oro, alla fascia di nero (citato in (15)) (DE) In Gold 1 schwarzer Balken (citato in (21)) alias D'oro, alla fascia d'azzurro, con lo scudetto del Popolo fiorentino posto nel capo (citato in (15)) (DE) In Gold 1 blauer Balken, oben begleitet von 1 silbernen Schild, dieses belegt mit 1 roten Kreuz (citato in (21)) alias D'oro, alla fascia di nero, con lo scudetto del Popolo fiorentino posto nel capo (citato in (15)) |
|        | Brunelli (Brescia, Roma) d'azzurro alla banda partita di rosso e d'argento (citato in (4) – Vol. II pag. 193) banda trinciata di rosso e di argento su azzurro (citato in LEOM) |
|        | Brunelli (Brescia) banda trinciata di argento e di rosso su azzurro (citato in LEOM) |
|        | Brunelli (Brescia) fascia troncata di rosso e di argento su azzurro (citato in LEOM) |
|        | Brunelli (Imola) banda trinciata di rosso e di argento su azzurro (citato in LEOM) |
|        | Brunelli (Cesena) bue di oro passante su terrazzo di verde e su albero di quercia dello stesso testa rivolta nell'atto di strappare le foglie su argento (citato in LEOM) |
|        | Brunelli (Pistoia) Inquartato decussato di rosso e d'oro, alla sbarra attraversante d'azzurro caricata di due stelle a otto punte d'oro e attraversata a sua volta dalla banda d'argento caricata di due leoni leoparditi affrontati d'oro alias Inquartato decussato di rosso e d'oro, alla sbarra attraversante d'azzurro caricata di due stelle a otto punte d'oro e attraversata a sua volta dalla banda d'argento caricata di due leoni leoparditi rivolti d'oro alias Inquartato decussato di rosso e d'oro, alla sbarra attraversante d'azzurro caricata di due stelle a otto punte d'oro e attraversata a sua volta dalla banda d'azzurro caricata di due leoni leoparditi affrontati d'oro alias Inquartato decussato di rosso e d'oro, alla sbarra attraversante d'azzurro caricata di due stelle a otto punte d'oro e attraversata a sua volta dalla banda d'azzurro caricata di due leoni leoparditi rivolti d'oro (citato in (15)) |
|        | Brunelli (Cesena) (la blasonatura non è stata ancora caricata) (citato in BLCW) Immagine in Blasone Cesenate. |
|        | Brunelli Bonetti (Padova) Titolo: Nobile d'azzurro alla fascia d'argento ripiena di rosso, col braccio sinistro vestito d'oro movente dal lembo inferiore dello scudo verso la punta ed impugnante con la mano di carnagione un albero al naturale, cimato da una stella d'oro (6), attraversante sul tutto (citato in (4) – Vol. II pag. 194) |
|        | Brunellini (Toscana) (DE) In Silber 3 blaue Pfähle, überdeckt von 1 roten Schrägbalken (citato in (21)) |
|        | Brunengo (Sardegna) (la blasonatura non è ancora caricata) (citato in (12)) |
|        | Brunengo o Brunenghi (Carmagnola) D'azzurro, al pruno al naturale, fiorito d'oro, sostenuto da due leoncini d'oro, coronati d'argento, affrontati (citato in (17)) |
|        | Bruneri Titolo: conti di Rivarossa Troncato, al 1° d'argento, al leone d'azzurro, accompagnato da due stelle di rosso; al 2° d'oro, a due bande di rosso (citato in (17)) |
|        | Bruneschi (Firenze) Di rosso, alla fascia d'argento caricata di una stella a otto punte del campo, e accompagnata da tre fiori d'argento, 2.1 alias Di rosso, alla fascia d'argento caricata di una stella a otto punte del campo, e accompagnata da tre fiori d'argento stelati e fogliati di verde, 2.1 (citato in (15)) |
|        | Brunet (Fenestrelle) d'azzurro, al leone d'oro (citato in (25)) |
|        | Brunet (Francia) 3 aquile di nero su banda di oro nel verso della banda su rosso - crocetta di argento a destra su rosso - spada di oro in palo punta in alto a sinistra su rosso (citato in LEOM) |
|        | Brunetta (Torino) Titoli: Conte di Usseaux, Conte di Cavagnolo, Conte di Brusasco, Signore di Monteu Roero d'azzurro, a 3 stelle male ordinate, sormontate da una crocetta scorciata e patente, il tutto d'argento Motto: Fide et opere (citato in (4) – Vol. II pag. 194 e in (17)) alias Partito, al 1º d'azzurro, a tre stelle mal ordinate, sormontate da una croce ancorata, il tutto d'argento, al 2º di rosso al rosaio al naturale (arma antica) Motto: Fide et opere (citato in (17)) |
|        | Brunetta o Bruneto (Rivoli) Inquartato, d'argento a due teste di moro, al naturale, e scaccato d'oro e d'azzurro alias Inquartato, d'argento, alla testa di moro, al naturale, e scaccato d'azzurro e d'oro (citato in (17)) |
|        | Brunetti (Firenze) Partito e contro-troncato in scaglione d'oro e d'azzurro, allo scaglione attraversante di rosso passato sulla troncatura, caricato di tre stelle a otto punte d'oro e accompagnato da tre gigli 2.1, i due dell'uno nell'altro e il terzo partito dell'uno all'altro (citato in (15)) |
|        | Brunetti (Firenze) Di rosso, alla croce gigliata d'oro, accantonata da quattro rose dello stesso (citato in (15)) (DE) In Rot 1 endgespitztes goldenes Schlüsselringkreuz, bewinkelt von 4 goldenen Rosen (citato in (21)) |
|        | Brunetti (Firenze) D'azzurro, alla banda d'argento caricata di tre castelli turriti di un pezzo di rosso, posti nel senso della pezza (citato in (15)) (DE) In Blau 1 silberner Schrägbalken, der Figur nach belegt mit 3 eintürmigen roten Burgen (citato in (21)) |
|        | Brunetti (Firenze) Troncato: nel 1º di..., al cervo nascente di..., e alla bordura di...; nel 2º di... (citato in (15)) |
|        | Brunetti (Massa) Di nero, alla banda doppiomerlata d'oro, accostata superiormente da tre stelle a sei punte dello stesso, e inferiormente da tre rami di rosaio di verde, fioriti di rosso (citato in (15)) |
|        | Brunetti (Pistoia) Tagliato d'azzurro e d'argento, alla torre attraversante al naturale, attraversata a sua volta dalla sbarra di nero passata sulla partizione, e sormontata da cinque stelle a otto punte d'oro, ordinate in sbarra, 2.3 (citato in (15)) |
|        | Brunetti (Abruzzo) D'argento a tre teste di moro al naturale, attortigliate del campo, poste in maestà, ordinate in fascia (FR) D'argent à trois têtes de maure tortillées du champ, posées de front et rangées en fasce (citato in DAlena) |
|        | Brunetti Gayoso (Massa, Madrid, Parigi) Titolo: Duca di Monteacuto partito: al 1º troncato: di sopra di rosso all'aquila cucita di nero, armata e linguata d'oro; di sotto, di rosso alla banda scaccata di azzurro e di argento; al 2º trinciato di azzurro e di nero, colla banda doppiomerlata d'oro sulla partizione, accompagnata in capo da tre stelle (6) d'oro, ordinate in banda Cimiero (di privilegio): l'aquila bicipite, imperiale austriaca, caricata in petto di uno scudetto di rosso alla fascia di argento caricata dalle lettere F. I. di nero Motto: Parta virtute aucta labore Sostegni: due leoni d'oro linguati di rosso controrampanti e riguardanti all'infuori (citato in (4) – Vol. II pag. 195) |
|        | Brunforte (Abruzzo) (la blasonatura non è stata ancora caricata) (citato in DAlena) |
|        | Bruni (Empoli) Troncato d'azzurro e d'argento, al calice attraversante d'oro, posto fra due colombe d'argento coronate d'oro nel primo, e sormontante un monte di tre cime d'oro, posto nel secondo (citato in (15)) |
|        | Bruni (Firenze) D'azzurro, alla banda d'argento (citato in (15)) alias D'azzurro, alla banda d'oro (citato in (15)) (DE) In Blau 1 goldener Schrägbalken (citato in (21)) alias D'azzurro, alla banda d'argento bordata di rosso (citato in (15)) alias D'azzurro, alla banda di vaio (citato in (15)) |
|        | Bruni (Firenze) D'argento, all'elmo d'acciaio graticolato d'oro, posto in profilo e piumato di rosso e d'oro (citato in (15)) |
|        | Bruni (Firenze, Pistoia) D'oro, alla fascia d'azzurro, caricata di due leoni leoparditi affrontati del campo, e attraversata da un albero sradicato al naturale alias D'oro, alla fascia di rosso, caricata di due leoni leoparditi affrontati del campo, e attraversata da un albero sradicato al naturale alias D'oro, all'albero di cipresso sradicato al naturale, attraversato dalla fascia di rosso caricata di due leoni leoparditi del campo (citato in (15)) |
|        | Bruni (Prato) Di..., al leone di..., e alla fascia attraversante di..., caricata di tre lettere maiuscole B di... (citato in (15)) |
|        | Bruni (Arezzo, Firenze) Losangato d'oro e di rosso, al leone attraversante d'argento, coronato dello stesso (citato in (15)) |
|        | Bruni (Strevi) Bandato d'oro e di nero, con il capo d'oro, carico di un'aquila coronata, di nero (citato in (17)) |
|        | Bruni (Avigliana) D'argento, alla rosa di rosso, gambuta e fogliata di verde (citato in (17)) |
|        | Bruni (Parma) palla di argento su troncato in scaglione di azzurro e di rosso (citato in LEOM) |
|        | Bruni (Firenze) banda di vajo su azzurro affiancata da - 2 cotisse (banda ridotta di spessore) di oro e da - 2 stelle (5 raggi) dello stesso poste in sbarra su azzurro (citato in LEOM) |
|        | Bruni (Limone di Gavardo) inquartato, nel 1º d'azzurro a tre stelle con sei punte; nel 2º d'oro all'aquila alata coronata dello stesso; nel 3º di bianco, alla testa di carnagione fasciata e nel 4º d'azzurro tre gigli d'oro (citato in Piovanelli) |
|        | Bruni da Lucignano (Siena) Troncato: nel 1º di rosso, alla croce d'oro; nel 2º d'azzurro, alla forbice posta in banda d'oro; e alla fascia diminuita d'argento passata sulla troncatura (citato in (15)) |
|        | Bruni da Ripamontoria (Firenze) Di rosso, alla mazza d'arme d'argento posta in banda in mezzo a tre palle d'oro, 2.1; con il capo di Francia (citato in (15)) |
|        | Bruni del Lion Bianco (Firenze) D'azzurro, alla banda d'oro (citato in (15)) |
|        | Bruni di Neri (Firenze) D'azzurro, alla banda di vaio, bordata d'oro, accostata da due stelle a otto punte dello stesso (citato in (15)) |
|        | Brunicard o Brunissard Titolo: consignori di Nevâche (?) D'argento, a una testa di moro (al naturale) (citato in (17)) |
|        | Brunner troncato a) d'argento al muro di rosso merlato e mattonato del campo, fondato sulla partizione, sostenente un'aquila di nero; b) d'azzurro alla fontana di marmo a doppio getto al naturale, accompagnata in capo da due stelle d'oro (citato in (4) – Vol. II pag. 195) |
|        | Brunner Muratti (Udine) Titolo: Conte inquartato: 1º e 4º di Brunner che è: troncato a) d'argento al muro di rosso merlato e mattonato del campo, fondato sulla partizione, sostenente un'aquila di nero; b) d'azzurro alla fontana di marmo a doppio getto al naturale, accompagnata in capo da due stelle d'oro; 2º e 3º di Muratti che è: troncato di rosso e d'azzurro alla banda d'argento, accompagnata in capo da una stella, in punta da un leoncino rivoltato, tenente una palla fra le zampe anteriori, il tutto d'oro Motto: Omnem spem in virtute (citato in (4) – Vol. II pag. 195) |
|        | Brunni o Bruno (Asti) Bandato d'oro e di nero, con il capo del primo, carico di un'aquila del secondo (citato in (17)) |
|        | Bruno (Cuneo) di rosso, alla gemella d'argento in fascia accompagnata in capo da una testa di moro al naturale tortigliata d'argento, ed in punta da un cinquefoglie dello stesso con petali di verde (citato in GUCA – pag. 142 e in DAlena) |
|        | Bruno (Torino, Bussoleno) Titoli: Conte di Cussanio, Conte di Stroppiana di rosso, alla gemella d'argento, posta in fascia, accompagnata in capo da una testa di moro al naturale, fasciata d'argento; in punta da un cinquefoglie di argento Motto: Soli Deo (citato in (4) - Vol. II pag. 196 e in (17)) |
|        | Bruno (Mondovì) Partito, di nero e bandato d'oro e di nero alias Partito, di nero e bandato d'oro e di nero, con il capo d'argento, carico di un'aquila di rosso Motto: Audaces fortuna iuvat (citato in (17)) |
|        | Bruno o Bruni (Torino) Titoli: conte di Tornaforte, S. Giorgio Scarampi; marchese di Clavesana; signore di Cassinasco, Ferrere, Rocchetta Palafea partito di nero, e bandato di oro e di nero; col capo d'argento carico di un'aquila di nero (citato in (4) – Vol. II pag. 195, in (17) e in (25)) alias partito: nel 1º di nero, nel 2º bandato d'oro e di nero (citato in (25)) Cimiero: un moro tenente una freccia Motto: Augent obscura nitorem |
|        | Bruno o Bruni (Cuneo, Mondovì) Titolo: conte di Samone Partito, di nero e bandato d'oro e di nero; con il capo d'argento, carico di un'aquila di rosso (citato in (17) e in (25)) Cimiero: moro impugnante un dardo, colal sinistra sul fianco, nascente Motto: Augent obscura nitorem |
|        | Bruno (Bra) Troncato, al 1° d'oro, all'aquila di nero, al 2° d'oro, a tre bande di nero (citato in (17)) |
|        | Bruno (Saluzzo) Bandato d'oro e di nero, con il capo del primo, carico di un'aquila del secondo Motto: Augent obscura nitorem (citato in (17)) |
|        | Bruno (Spaccaforno, Catania) Titolo: barone di Belmonte partito semispaccato: nel 1º d'argento, alla traversa di rosso, accompagnata da 2 teste di donna al naturale; nel 2º: a) di argento, al leone rivoltato al naturale; b) scaccato d'argento e di nero di dieci file (citato in (4) – Vol. II pag. 196, in (18), in Mango e in (29)) Notizie storiche in Famiglie nobili di Sicilia. |
|        | Bruno (Sicilia) d'azzurro, alla banda d'oro (citato in Mango) |
|        | Bruno (Sicilia) d'azzurro con una sbarra d'oro (citato in (29)) sbarra di oro su azzurro (citato in LEOM) Notizie storiche in Famiglie nobili di Sicilia. |
|        | Bruno (Foggia) (la blasonatura non è stata ancora caricata) (citato in DAlena) |
|        | Bruno (Asti) Titolo: signori di Cassinasco, Ferrere, Roccaverano, Rocchetta Palafea Di rosso, alla punta d'argento, carica di una mezzaluna crescente del campo Motto: Lucet in tenebris (citato in (17)) |
|        | Bruno (Pinerolo) D'azzurro, al giaggiolo di verde, sostenuto da due leoncini d'oro, affrontati (citato in (17)) |
|        | Bruno (Torino) Titolo: conte; predicato di Clarafond Partito, d'azzurro e d'oro, all'aquila di nero, coronata d'oro, con il capo d'oro, carico di un sole, di rosso (citato in (17)) partito d'azzurro e d'oro all'aquila di nero coronata; col capo d'oro caricato di un sole di rosso (citato in (25)) Cimiero: l'aquila nascente Motto: Omne fidelis |
|        | Bruno (Napoletano) (la blasonatura non è stata ancora caricata) (citato in (22)) |
|        | Bruno (Napoletano) (la blasonatura non è stata ancora caricata) (citato in (22)) |
|        | Bruno (Bussoleno) fascia di oro bordata di argento su troncato di rosso e di azzurro - testa di moro al naturale attorcigliata di argento su rosso - margherita al naturale su azzurro (citato in LEOM) |
|        | Brunori (Corinaldo, Roma) cometa in palo 2 stelle (6 raggi) di oro su argento - busto di uomo armeno in maestà vestito di rosso e coperto da un cappello a tronco di cono con nappa su oro - corona di oro su argento - fascia di nero su rosso caricata del motto "FIDES" in lettere maiuscole di argento - fede al naturale afferrante 3 gigli di giardino su rosso - 5 losanghe di nero su fascia di rosso su - leone rampante al naturale su argento - fascia di oro su - spada al naturale accollata da serpe di verde in sbarra punta al basso su argento - campagna di oro caricata da cedro di verde - in basso campagna di argento caricata da gru al naturale rivolta - stella (6 raggi) di oro (citato in LEOM) |
|        | Brunozzi (Pistoia, Firenze) Troncato: nel 1º d'argento, al leone nascente d'azzurro; nel 2º fasciato ondato d'azzurro e d'argento; alla fascia diminuita d'oro passante sulla troncatura alias Troncato: nel 1º d'argento, al leone nascente d'azzurro; nel 2º d'oro, a due fasce ondate d'azzurro; e alla fascia diminuita d'oro passante sulla troncatura alias Troncato: nel 1º d'argento, al leone nascente d'azzurro; nel 2º d'argento, a due fasce ondate d'azzurro; e alla fascia diminuita d'oro passante sulla troncatura (citato in (15)) |
|        | Brunozzi (Toscana) (DE) Durch 1 goldenen Balken geteilt: Oben in Silber 1 wachsender blauer Löwe, unten in Silber 3 goldene Wellenbalken (citato in (21)) alias (DE) Durch 1 goldenen Balken geteilt: Oben in Silber 1 wachsender blauer Löwe, unten in Silber 3 blaue Wellenbalken (citato in (21)) |
|        | Brusa Molino (Cesena) (la blasonatura non è stata ancora caricata) (citato in BLCW) Immagine in Blasone Cesenate. |
|        | Brusantini (Ferrara) monte a 9 cime di verde uscente dalla punta (2,3,4) - ramo di olmo al naturale uscente dalle fiamme di rosso poste sulle 2 cime superiori del monte tutto su azzurro (citato in LEOM) |
|        | Brusati (Milano) troncato: al 1º d'azzurro a tre gigli tramezzati dai quattro denti di un rastrello, il tutto d'oro; al 2º fasciato doppiomerlato d'argento e di rosso Cimiero: il leone di oro tenente una spada al naturale, nascente Motto: Primi deorum hominum et honorum (citato in (4) – Vol. II pag. 196) |
|        | Brusati (Novara) Titolo: signori di Fisrengo Fasciato doppiomerlato di rosso e d'argento alias D'argento, a tre fasce di rosso, contromerlate, con il capo d'Angiò Motto: Deorum honores (citato in (17)) |
|        | Brusati (Novara) Fasciato doppiomerlato a coda di rondine di rosso e d'argento; al capo d'azzurro, caricato da un lambello di tre gocce di rosso (Immagine nella Raccolta stemmi Trippini (JPG).) |
|        | Brusati (Viareggio, Roma) 2 gigli di oro su rosso - 2 fasce contromerlate di azzurro su argento (citato in LEOM) |
|        | Brusati (Bologna) fenice al naturale sulla sua immortalità di rosso uscente dalla punta mirante - sole uscente dal canton sinistro in alto di rosso su oro (citato in LEOM) |
|        | Brusca (Cesena) (la blasonatura non è stata ancora caricata) (citato in BLCW) Immagine in Blasone Cesenate. |
|        | Bruscagli (Firenze) Di..., al castello turrito di due pezzi di..., sostenente fra le due torri un'aquila dal volo levato di..., coronata di... (citato in (15)) |
|        | Bruschetto o Bruschetti (Ivrea) D'azzurro, a due fasce d'oro, accompagnate in capo da una stella, dello stesso (citato in (17)) |
|        | Bruschi (Firenze) Di..., al leone di... (citato in (15)) |
|        | Bruschi (Firenze) D'oro, all'albero sradicato al naturale poggiante a destra e sinistrato da un leone dello stesso, coronato d'argento; e alla croce di Santo Stefano posta in capo (citato in (15)) |
|        | Bruschi (Toscana) (DE) Unter 1 rot unterstützten goldenen Schildhaupt, darin 1 rotes Johanniterkreuz, in Silber 1 naturfarbener Baum mit goldenen Früchten, von links bestiegen von 1 goldenen Löwen (citato in (21)) |
|        | Bruschi (Pisa) Partito: nel 1º d'oro, all'aquila dal volo abbassato di nero, uscente dalla partizione; nel 2º d'argento, all'albero sradicato di verde (citato in (15)) |
|        | Bruschi (Compioano) (la blasonatura non è stata ancora caricata) (citato in DAlena) |
|        | Bruschi o Brusco o Buschi (Mantova) Titolo: conti di La Bosia, Salabue D'azzurro, a un mazzo di tre rami di pungitopo, di nero (?), fioriti di rosso, attraversato da un cartiglio con il motto TETIGISSE SE PIGEBIT, e accompagnato in punta un terreno, al naturale alias D'azzurro, a un mazzo di tre rami di pungitopo, di nero (?), fioriti di rosso, nutriti nella pianura erbosa, di verde, legati da un cartiglio con il motto TETIGISSE SE PIGEBIT, e sormontati da tre stelle (8) d'argento, male ordinate alias D'azzurro, a un mazzo di tre rami di pungitopo, di nero, fioriti di rosso, legati da un cartiglio con il motto TETIGISSE SE PIGEBIT alias D'argento, a un mazzo di tre rami di pungitopo, di nero, fioriti di rosso Motto: Tetigisse se pigebit (citato in (17)) |
|        | Bruschi (Aspra) fascia di argento su - ceppo di vigna al naturale fruttato di 2 grappoli di nero e di uno di argento cimato da uccello di argento su troncato di oro e di azzurro su terrazzo di verde (citato in LEOM) |
|        | Bruschi Falgari (Roma) troncato d'oro e d'azzurro al ceppo di vigna nodrito sulla pianura erbosa, fruttato di due grappoli di uva nera e di uva bianca, sostenente un falco, il tutto la naturale, alla fascia d'argento attraversante sulla partizione Motto: Pazienza vinse scienza (citato in (4) – Vol. II pag. 197) |
|        | Bruschi Falgari (Cometo) Troncato d'oro e d'azzurro al ceppo di vigna nodrito sulla pianura erbosa, fruttato di due grappoli uno bianco, altro nero, sostenente in capo un falco, il tutto al naturale alla fascia d'argento attraversante sulla partizione Motto: Pazienza vinse scienza (citato in DAlena) |
|        | Brusomini Naccari (Venezia) Titolo: Conte di rosso, alla stella (6) d'oro (citato in (4) – Vol. II pag. 197) |
|        | Brusotti (Casale ?) Di [...], alla palma (?) di [...], nutrita nella pianura erbosa, e sostenuto da due leoni di [...], quello di destra rivoltato (citato in (17)) |
|        | Bruti Liberati (Ripatransone) d'azzurro alla'albero di verde posto sopra un monte di tre cime d'oro accompagnato in capo: a destra da una stella d'oro e a sinistra da un crescente d'argento; ed attraversato sul tutto da una fascia di argento caricata di un leone leopardito di rosso (citato in (4) – Vol. II pag. 197) |
|        | Bruyset (Torino) Titolo: signori di Villeneuve: consignori di Champorcher, Hône e Bard D'azzurro, a tre punte coricate una sull'altra, moventi dal fianco sinistro con tre bisanti, pure d'oro, ordinati in fascia e nella punta; con il capo d'argento carico di tre puntali di spada, di rosso, ordinati in fascia alias D'azzurro, a tre bisanti d'oro, crociati di nero, sormontati da tre campani, pure d'oro, ordinati in fascia, quello di mezzo più grande, con il capo d'argento carico di tre puntali di spada di rosso, ordinati in fascia Motto: Fideli obsequio (citato in (17)) |
|        | Bruzzo (Genova) croce di Sant'Andrea di azzurro su oro accompagnata da caduceo di rosso in alto (citato in LEOM) |

### Bub
| Stemma | Casato e blasonatura |
| ------ | --- |
|        | Bubeo (Sicilia) di verde, alla banda d'oro e di nero, sostenente un leopardo passante al naturale, sormontato da tre stelle d'oro (citato in Mango) di verde con una banda d'oro, caricata nel centro da una cotissa di nero, accompagnata in capo da un leopardo rampante d'oro sormontato da tre stelle dello stesso poste 2 e 1 (citato in (29)) Notizie storiche in Famiglie nobili di Sicilia. |

### Buc
| Stemma | Casato e blasonatura |
| ------ | --- |
|        | Bucalo o Buccolo o Bucola o Buculo (Sicilia) d'azzurro, al troncone di quercia con un ramo frondato d'oro, e un anello del medesimo infilzato al tronco (citato in Mango) |
|        | Bucca o De Bacchis o De Bucchis (Molise) Partito: nel 1° d'argento con 5 fasce ondate di nero; nel 2° palato di 4 pezzi di rosso e d'oro col capo d'oro caricato da un'aquila nera al volo spiegato (Masciotta) (citato in DAlena) |
|        | Bucca d'Aragona (Napoletano) Titolo: barone di Pizzone, signore di Torre Annunziata partito: nel 1° d'argento a 5 burelle ondate di nero; nel 2° palato di rosso e d'oro di 4 pezzi. Col capo dello scudo d'oro caricato dall'aquila di nero (citato in (20)) |
|        | Buccamazzi di rosso, al leone d'azzurro, col capo, il collo e le branche d'oro, alato dello stesso (citato in (6) – pag. 98) |
|        | Buccardo o Broccardo (Sicilia) troncato; nel 1° di rosso, a tre gigli d'oro; nel 2° d'oro, al capriolo di rosso, accompagnato da tre rose dello stesso (citato in Mango) |
|        | Buccheri (Sicilia) d'argento, al capriolo d'azzurro, accompagnato nella punta da un montone di nero (citato in Mango) |
|        | Bucchi (Norcia) partito: nel 1º d'argento a 5 burelle ondate di nero; nel 2º palato di rosso e di oro di 4 pezzi, col capo d'oro caricato di un'aquila di nero (citato in (4) – Vol. II pag. 198) |
|        | Bucchia (Verona, Vicenza) Titolo: Nobile d'oro, alla fascia d'azzurro, carica di un giglio del campo (citato in (4) – Vol. II pag. 199) |
|        | Bucchia (Ragusa/Dubrovnik) d'azzurro, alla fascia d'oro, caricata di un giglio del campo (citato in (8)) (FR) D'azur, à la fasce d'or, ch. d'une fleur-de-lis du champ. Casque couronné. (citato in (9)) |
|        | Bucci (Siena, Montepulciano, Cortona) D'oro, alla croce d'azzurro caricata di cinque stelle a otto punte del campo, 1.3.1, e accantonata nel 1º e nel 4º da due teste d'aquila di nero, talvolta coronate del campo alias D'oro, alla croce d'azzurro caricata di cinque stelle a otto punte del campo, 1.3.1, e accantonata nel 2º e nel 3º da due teste d'aquila di nero, talvolta coronate del campo alias Di..., alla croce di..., caricata di cinque stelle a otto punte di..., 1.3.1, e accantonata nel 1?? e nel 2?? da due teste d'aquila affrontate di... alias Di..., alla croce di..., caricata di cinque scudetti troncati di... e di..., 1.3.1 (citato in (15)) |
|        | Bucci (Toscana) (DE) In Gold 1 blaues Kreuz, der Figur nach belegt mit 5 sechsstrahligen Sternen und bewinkelt von je 1 schwarzen Adler (citato in (21)) |
|        | Bucci (Siena) Di..., al leone di..., accompagnato da quattro gigli di..., posti ai quattro angoli dello scudo (citato in (15)) |
|        | Bucci (Cesena) (la blasonatura non è stata ancora caricata) (citato in BLCW) Immagine in Blasone Cesenate. |
|        | Bucci Roveritti (Siena) Partito: nel 1º d'oro, all'aquila dal volo abbassato di nero, uscente dalla partizione e coronata del campo; nel 2º di..., all'albero sradicato di... (citato in (15)) |
|        | Buccianti Naldini Moutier (Fiesole) Troncato semipartito: nel 1º di cielo, alla torre al naturale, fondata sul terreno dello stesso, cimata da un crescente montante d'argento, e accostata da due stelle a otto punte d'oro; nel 2º di rosso, alla rotella d'argento caricata di un leone del campo tenente una palla d'oro; nel 3º scaglionato di sei pezzi di rosso e d'oro (citato in (15)) |
|        | Bucciarelli (Molise, Abruzzo) Spaccato: nel 1° d'oro a tre monti di verde posti in fascia, dai quali scaturiscono tre rigagnoli d'acqua al naturale; nel 2° acqua al naturale (citato in DAlena) |
|        | Buccignani o Bucignani (Cherasco) D'azzurro, all'orso d'argento, ritto (citato in (17)) |
|        | Buccolini (Cesena) (la blasonatura non è stata ancora caricata) (citato in BLCW) Immagine in Blasone Cesenate. |
|        | Bucelle (Toscana) (DE) In Blau 1 stehender goldener Stier (citato in (21)) |
|        | Bucelli (Roma) d'azzurro al bove passante sulla campagna sormontato da tre gigli, ordinati in fascia, il tutto di oro (citato in (4) – Vol. II pag. 199) |
|        | Bucelli (Firenze) D'argento, al toro furioso di nero alias D'argento, al toro di nero, con la bordura spinata dello stesso alias D'argento, al toro furioso di nero, accollato da un lambello a quattro pendenti di rosso; con la bordura spinata di nero alias D'argento, al toro furioso di nero, caricato dello scudetto del Popolo fiorentino, accompagnato nel cantone destro del capo dallo scudetto di Francia; con la bordura spinata di nero (citato in (15)) |
|        | Bucelli o Bucelli del Corso (Toscana) (DE) In Silber 1 roter Stier mit unterschlagenem Schwanz (citato in (21)) |
|        | Bucelli (Montepulciano) D'azzurro, al bue passante sulla campagna, sormontato da tre gigli ordinati in capo, il tutto d'oro (citato in (15)) |
|        | Bucelli da Campi (Firenze) Troncato: nel 1º di..., al leone leopardito di...; nel 2º bandato di sei pezzi di... e di... alias Troncato: nel 1º di..., al leone leopardito di...; nel 2º di..., a tre bande di... alias Bandato di sei pezzi di... e di...; con il capo di..., caricato di un leone leopardito di.... alias Di..., a tre bande di...; con il capo di..., caricato di un leone leopardito di.... (citato in (15)) |
|        | Bucelli del Corso (Firenze) D'argento, al toro furioso di rosso (citato in (15)) |
|        | Bucetti (Firenze) D'azzurro, al toro furioso d'oro alias D'azzurro, al toro furioso d'oro, sormontato da un lambello a sei pendenti di..., posto in capo (citato in (15)) |
|        | Bucetti (Toscana) (DE) In Blau 1 goldener Stier, oben begleitet von 1 vierlätzigen roten Turnierkragen (citato in (21)) |
|        | Bucetti del Lion Nero (Firenze) D'azzurro, a due buoi appaiati d'argento, coricati sul terreno al naturale e sormontati da un crescente volto d'argento (citato in (15)) |
|        | Bucherelli (Firenze) D'oro, alla banda d'azzurro, caricata di tre monti di sei cime del campo (citato in (15)) (DE) In Gold 1 blauer Schrägbalken, senkrecht zur Figur belegt mit 3 goldenen Sechsbergen (citato in (21)) alias D'azzurro, alla banda d'oro caricata di tre monti di sei cime di verde (citato in (15)) |
|        | Bucherelli (Firenze) D'oro, alla banda d'azzurro, caricata di tre monti di sei cime del campo, e sormontata da una stella a otto punte d'oro (citato in (15)) |
|        | Buchietti (Torino ?) D'argento, a tre monti di verde, ciascuno forato da una caverna, di nero, il monte più alto sormontato da un leone, d'azzurro Motto: Fortitudo (citato in (17)) |

### Bud
| Stemma | Casato e blasonatura                                                                                      |
| ------ | --- |
|        | Budi (Cesena) (la blasonatura non è stata ancora caricata) (citato in BLCW) Immagine in Blasone Cesenate. |

### Bue
| Stemma | Casato e blasonatura |
| ------ | --- |
|        | Buelli (Bobbio) Titolo: Nobile troncato: di oro, all'aquila di nero, bicipite, coronata sulle due teste; e di rosso, al bue al naturale, colla fascia d'azzurro sulla partizione, carica di tre stelle d'oro, ordinate in fascia (citato in (4) – Vol. II pag. 200) 3 stelle (5 raggi) di oro su fascia di azzurro su troncato di oro e di rosso - aquila bicipite coronata di nero su ambo le teste su oro - bue rampante al naturale su rosso (citato in LEOM) |
|        | Bueri (Firenze) D'oro, alla testa e collo di bue di rosso (citato in (15)) (DE) In Gold 1 roter Stierkopf (citato in (21)) |

### Buf
| Stemma | Casato e blasonatura |
| ------ | --- |
|        | Bufalari (Amelia, Lugnano, Offida, Roma) partito: nel 1° troncato A d'azzurro a tre stelle d'otto punte, poste 1 e 2, quella in centro cometa, ondeggiante in banda, d'oro; B d'argento al bufalo rivoltato, nero; sulla partizione una fascia in divisa rossa; nel 2° d'argento alla croce d'azzurro, caricata di cinque crescenti montanti d'oro. |
|        | Bufalini (Città di Castello, Firenze) d'oro al rincontro di bufalo al naturale sormontato da una rosa di rosso fra le corna. (citato in (4) – Vol. II pag. 200) (Immagine nella Raccolta stemmi Trippini (JPG).) |
|        | Bufalini (Città di Castello, Firenze) d'argento al rincontro di bufalo sormontato da una rosa rossa fra le corna (citato in (4) – Vol. II pag. 200) |
|        | Bufalini (Città di Castello, Firenze) D'oro, al rincontro di bufalo al naturale, anellato d'argento e sormontato da una rosa di rosso (citato in (15)) |
|        | Bufalini (Fiesole) D'azzurro, al rincontro di bufalo d'argento, anellato d'oro, sormontato da tre stelle a otto punte dello stesso, ordinate in capo (citato in (15)) |
|        | Bufalini (Firenze) D'oro, al rincontro di bue di nero, sormontato da una rosa di rosso (citato in (15)) |
|        | Bufalini (Roma) (d'argento, al rincontro di bufalo di nero, sormontato da una rosa di rosso, bottonata d'oro e punteggiata di verde) (Immagine nell' Archivio Storico Capitolino (PDF) (archiviato dall'url originale il 5 gennaio 2016).) |
|        | Bufalini (Cesena) (la blasonatura non è stata ancora caricata) (citato in BLCW) Immagine in Blasone Cesenate. |
|        | Bufalo (Messina) d'oro, al bufalo di rosso (citato in Mango e in (29)) Notizie storiche in Famiglie nobili di Sicilia. |
|        | Buffa (Torino, Pinerolo, Cavour, Bibiana) Titolo: Conte di Perrero partito: al 1º di rosso, al compasso aperto, accompagnato in punta da tre stelle male ordinate, il tutto d'oro; al 2º d'oro al leone del primo, coronato d'argento, il tutto sotto un capo d'azzurro, carico di un'aquila d'argento Motto: Omnia cum mensura (citato in (4) – Vol. II pag. 201 e in (17)) |
|        | Buffa (Telve di Valsugana) Titolo: Barone del S. R. I. coi predicati di Montegiglio, Castellalto e Haiden interzato in palo: al 1º partito d'oro e d'azzurro all'uomo selvaggio nudo, cinto la testa ed i fianchi con ghirlanda di foglie; al 2º tagliato e trinciato: a) bandato di rosso e d'argento; b) e c) d'argento al giglio di rosso; d) d'oro al bue di nero passante su un colle di verde; al 3º trinciato sopra di rosso al cavallo galoppante d'argento, sotto bandato d'oro e d'azzurro Cimieri: 1º una figura d'uomo, vestito, bipartito di rosso e d'argento, coperto dello stesso e posto fra due corna da torneo, a destra sbarrati di rosso e d'argento, a sinistra bandati dello stesso; 2º cinque penne di struzzo di rosso, d'argento, d'oro e di nero, quella centrale bipartita di rosso e di nero e caricata di un sole raggiante d'oro; 3º la figura del selvaggio dello scudo (citato in (4) – Vol. II pag. 202) |
|        | Buffa (La Spezia, Roma) Titolo: nobili Troncato, semipartito, al 1° d'azzurro, all'aquila coronata, d'argento, al 2° di rosso, allo scaglione d'oro, caricato di una croce potenziata, di rosso, e accompagnato in capo da due croci potenziate, d'oro, una in capo, l'altra in punta, al 3° d'oro, al leone di rosso (citato in (17)) |
|        | Buffa (La Spezia) aquila coronata di argento su azzurro - 3 crocette semipotenziate di oro rosso e oro poste in palo su scaglione di oro su rosso - leone rampante di rosso su oro (citato in LEOM) |
|        | Buffa (Ovada) D'azzurro, al palmizio al naturale, terrazzato di verde, accostato da un'aquila rivolta col volo abbassato di nero e coronata d'oro e da un leone di rosso, coronato d'oro; il tutto sormontato da tre stelle di sei raggi d'oro male ordinate (citato in (33)) |
|        | Buffali (Bologna) lancia da torneo di oro posta in palo sormontata da un giglio dello stesso e accostata - a sinistra da un leopardo illeonito rivolto di oro e - a destra da un bufalo rampante di nero tutto su azzurro (citato in LEOM) |
|        | Buffali (Bologna) lancia da torneo posta in palo cimata da un giglio tutto di oro affiancata a sinistra da - un leopardo illeonito di oro rivolto - a destra da un bufalo rampante di nero su azzurro (citato in LEOM) |
|        | Buffati Titolo: signori di Chialambertetto; consignori di Cantogno Troncato d'oro e d'argento, allo scaglione di nero, carico di una crocetta d'argento trifogliata, e accompagnato da due crocette di nero, potenziate Motto: Nihil inferiora morantur (citato in (17)) |
|        | Bufferli (Imola, Bologna) d'azzurro all'aquila di nero coronata d'oro, tenente nel becco un giglio dello stesso; col capo d'azzurro sostenuto da una fascia in divisa e caricato di una rosa fra due gigli, il tutto di oro (citato in (4) – Vol. II pag. 202) |
|        | Buffetti (Torino ?) D'azzurro, alla fascia d'argento, carica di tre melanzane di rosso, fogliate di verde Motto: Feliciter (citato in (17)) |
|        | Buffonelli (Conegliano) Titolo: Nobile di rosso a tre monti d'argento, sormontati da tre stelle (6) d'oro, ordinate in fascia (citato in (4) – Vol. II pag. 202) |
|        | Buffonelli (Asolo) Troncato cuneato di tre pezzi di rosso e d'argento con tre stelle (6) d'oro in fascia nel I punto (citato in DAlena) |
|        | Buffoni o Buffone (Lantosca) Palato d'oro e d'azzurro alias D'azzurro, a tre fasce d'oro (citato in (17)) |
|        | Bufi Bocci (Foligno) troncato: nel 1º d'azzurro all'aquila di nero coronata d'oro; nel 2º d'oro al bufalo di nero passante; con la fascia di argento attraversante sulla partizione, e caricata della parola fides di nero (citato in (4) – Vol. II pag. 203) |

### Bug
| Stemma | Casato e blasonatura |
| ------ | --- |
|        | Buglia (Pontremoli) d'oro a due fasce d'azzurro, al capo di cielo caricato di un delfino natante al naturale in un mare fluttuoso d'argento; alla campagna troncata a) inquartato di rosso e di oro; b) d'argento al giglio d'oro (citato in (4) – Vol. II pag. 203) |
|        | Buglia (Fiesole) Interzato: nel 1º di cielo, al delfino al naturale, nuotante sul mare dello stesso; nel 2º d'oro, a due fasce d'azzurro, nel 3º troncato: a/ inquartato di rosso e d'oro, b/ d'argento, al giglio d'oro (citato in (15)) |
|        | Bugliaffi (Firenze) D'oro, al leone di nero, armato e lampassato di rosso (citato in (15)) |
|        | Bugliaffi (Pisa) D'oro, a tre bande di rosso; con il capo d'azzurro, caricato di tre stelle a otto punte del campo, ordinate in fascia (citato in (15)) |
|        | Buglietti (Firenze) Troncato d'argento e di rosso, al toro furioso dell'uno nell'altro, tenente in palo una bandiera d'azzurro manicata al naturale, caricata di tre gigli d'oro) alias Troncato d'argento e di rosso, al toro furioso dell'uno nell'altro, tenente in palo una bandiera d'azzurro manicata al naturale, caricata di un giglio d'oro (citato in (15)) |
|        | Buglietti (Toscana) (DE) 1 Stier mit unterschlagenem Schwanz, 1 Fahne belegt mit 1 Lilie haltend (citato in (21)) |
|        | Buglio o Puglu (Catania) Titolo: barone di Bifara, Favarella; marchese di Bifora, Casalmonico; principe di Lercara fasciato d'oro e d'azzurro, al capo del primo, caricato del pesce buglio del secondo, nuotante nel mare dello stesso, fluttuoso di nero (citato in (4) – Vol. II pag. 203, in DAlena, in (18) e in Mango) alias d'azzurro con tre fasce d'oro, la prima accompagnata da un pesce buglio d'argento sopra onde marine. Corona di principe (citato in (29)) Notizie storiche in Famiglie nobili di Sicilia. |
|        | Buglione (Saluzzo, Roma, Torino) Titolo: conte di Monale e Bastia d'azzurro, a due piante, di tre rami cadauna, di gigli di giardino al naturale, nodrite in due vasi d'oro, cerchiati di nero; col capo dell'impero (citato in (4) – Vol. II pag. 203) D'azzurro, a due piante, di tre rami caduna, di gigli di giardino al naturale, nutrite in due vasi d'oro cerchiati di nero, con il capo d'oro carico di un'aquila coronata, di nero (citato in (17)) d'azzurro, a due piante di giglio fiorite di tre pezzi, moventi da due vasi d'oro accostati; capo d'oro caricato di un'aquila di nero coronata (citato in (25)) Cimiero: due rami d'olivo Motto: Foecundior in dies                                                                   |
|        | Buglione o Boglione o Buglioni (Saluzzo) Titolo: marchese di San Martino; conti di Monale D'azzurro, a due piante, di tre rami caduna, di gigli di giardino al naturale, nutrite in due vasi d'oro cerchiati di nero, con il capo d'oro carico di un'aquila coronata, di nero (citato in (17)) d'azzurro, a due piante di giglio fiorite di tre pezzi, moventi da due vasi d'oro accostati; capo d'oro caricato di un'aquila di nero coronata (citato in (25)) alias Troncato, al 1° partito d'argento e d'azzurro, con l'aquila dell'uno nell'altro, al 2° d'oro, alla pianta di giglio di tre rami, al naturale, fogliata di verde e fiorita di rosso, muovente dalla punta (citato in (17)) Cimiero: due rami d'olivo Motto: Foecundior in dies |

### Bui
| Stemma | Casato e blasonatura |
| ------ | --- |
|        | Buiacovich (Venezia) fortezza con le sue 2 guardiole a sinistra su mare molto agitato - veliero (3 alberi) a destra tutto al naturale su azzurro - stella (6 raggi) di oro in alto a destra su azzurro (citato in LEOM) |
|        | Buiamonti (Toscana) (DE) Blau-silber geteilt: Oben 1 gestürzter silberner Halbmond, unten 1 schwebender schwarzer Sechsberg (citato in (21))                                                                            |
|        | Buini (Firenze) D'azzurro, al leone d'oro, e alla banda attraversante del primo bordata del secondo, e caricata di tre gigli dello stesso posti nel senso della pezza; con il capo cucito d'Angiò (citato in (15))      |
|        | Buini della Vipera (Firenze) Di..., al rincontro di bue di..., bailonato di un bastone di... e sormontato da una stella a otto punte di... (citato in (15))                                                             |

### Bul
| Stemma | Casato e blasonatura |
| ------ | --- |
|        | Bulfone (Gemona del Friuli, Udine) Titolo: nobile Di nero, allo scaglione rialzato di rosso, accompagnato da tre cinquefoglie d'argento. Cimiero: una testa e collo di cane d'argento, collarinato da due file di fiori di cinquefoglie di rosso. Motto: Perseverantia ad metam (citato in (34)) |
|        | Bulgarella (Sicilia) d'azzurro con una banda d'oro, caricata da tré rose di rosso, accompagnata da due stelle di oro; ed al capo dello stesso caricato da un'aquila coronata spiegata di nero. Corona di conte (citato in (29)) Notizie storiche in Famiglie nobili di Sicilia. |
|        | Bulgarello (Chioggia) (la blasonatura non è stata ancora caricata) (citato in Araldica gentilizia (archiviato dall'url originale il 19 marzo 2005).) |
|        | Bulgarini (Firenze) palato di argento e di rosso al capo d'oro caricato di un'aquila spiegata di nero (citato in (4) – Vol. II pag. 204) |
|        | Bulgarini (Mantova) Titolo: conti di Castelvero Troncato, al 1° d'azzurro al crescente d'argento avente tra le corna una stella dello stesso, al 2° di rosso al palo d'oro; con la fascia dello stesso attraversante sulla partizione; con il capo d'argento, carico di un'aquila di nero alias Palato d'argento e di rosso, con il capo d'oro, carico di un'aquila, di nero (citato in (17)) |
|        | Bulgarini (Siena) Palato d'argento e di rosso alias Palato di sei pezzi d'argento e di rosso; con il capo dell'Impero (citato in (15)) |
|        | Bulgarini (Siena) d'argento, a tre pali di rosso; con il capo d'oro, caricato di un'aquila di nero, rostrato e membrato d'oro, lampassata di rosso (Immagine nella Raccolta stemmi Trippini (JPG).) |
|        | Bulgarini (Tivoli) ponte (3luci) su fiume cimato da albero di quercia e da liocorno accovacciato uscente dalla partizione tutto al naturale su azzurro - 4 stelle (6 raggi) di oro in alto poste in fascia su azzurro - lupo poggiante su 3 rocce aguzze al naturale uscenti da mare su azzurro - cometa in palo di oro in alto a destra su azzurro (citato in LEOM) |
|        | Bulgarini (Fermo, Roma, Bologna) sbarra scaccata di rosso e di oro (2file) su azzurro - 2 rose di rosso in banda su azzurro (citato in LEOM) |
|        | Bulgarini (Fermo, Roma, Bologna) 3 pali di argento su rosso (citato in LEOM) |
|        | Bulgarini d'Elci (Siena) inquartato: nel 1º e nel 4º palato di argento e di rosso al capo d'oro caricato di un'aquila spiegata di nero (Bulgarini); nel 2º e 3º di rosso all'aquila bicipite d'oro coronata dello stesso (D'Elci) Motto: Stringimus dum stringimur (citato in (4) – Vol. II pag. 204) |
|        | Bulgaro (Borgovercelli) Titolo: signori di Bioglio, Borgovercelli (olim Bulgaro), Caresana, Castellengo, Cossato, Crevacuore, Flecchia, Lessona, Masserano, Mortigliengo, Mosso, Pettinengo, Piatto, Roasenda, Salussola, S. Germano, Selve, Trivero; consignori di Asigliano, Biandrate, Biella, Casalvolone, Quaregna, Valdengo, Viancino, Vigliano Palato d'azzurro e d'argento, con il capo d'oro carico di un'aquila coronata, di nero alias Palato d'argento e di rosso alias Palato d'argento e d'azzurro Motto: Wan Gott wild (citato in (17)) |
|        | Bulimarzi (Siena) Di rosso, al grifone d'argento (citato in (15)) |
|        | Bulleri (Firenze) Di rosso, alla candela d'argento accesa d'oro, sostenuta da un candeliere dello stesso, posto sopra un'arca di verde; con il capo d'azzurro caricato di due stelle a sei punte di nero (citato in (15)) |
|        | Bullo (Chioggia, Venezia) Titolo: Nobile dei Conti d'azzurro, alla chiocciola rivoltata d'oro (citato in GUCA – pag. 131, in (4) - Vol. II pag. 205 (chiocciola fuori del guscio) e in DAlena) (la blasonatura non è stata ancora caricata) (citato in Araldica gentilizia (archiviato dall'url originale il 19 marzo 2005).) |

### Bun
| Stemma | Casato e blasonatura |
| ------ | --- |
|        | Bundroni (Pisa) Troncato: nel 1º di rosso pieno; nel 2º scaccato d'argento e di rosso, ciascun punto caricato di un rocco di scacchiere dell'uno nell'altro (citato in (15)) |
|        | Buneo (Asti) Titolo: conti di Ronco, Varigliè, Roccaforte e Pasco, Val d'Ellero, Zumaglia; signori di Bagnolo, Monale; consignori di Bussoleno D'argento, al capopalo di rosso, carico nel punto del capo di un giglio del primo Motto: Justitia fortunam numquam deserit (citato in (17)) |
|        | Buniato (Carignano) D'azzurro, alla fascia di rosso, alzata, cucita, carica di tre stelle d'oro, accompagnata in punta da una mezzaluna d'argento, crescente, con il capo d'oro, carico di un'aquila di nero Motto: Desursum nescia ludi (citato in (17))                                  |
|        | Bunis (Chivasso) Titolo: consignori di Marcorengo D'argento, al palo di rosso Motto: Adaxio (citato in (17)) |

### Buo
| Stemma | Casato e blasonatura |
| ------ | --- |
|        | Buoi (Bologna) inquartato: nel 1º e 4º d'oro, all'aquila coronata di nero; nel 2º e 3º troncato d'azzurro, al bue d'oro passante sulla partizione, e d'oro, al capo d'Angiò (citato in (11) – pag. 223) |
|        | Buon-Figlioli (Cesena) (la blasonatura non è stata ancora caricata) (citato in BLCW) Immagine in Blasone Cesenate. |
|        | Buonaccorsi (Pistoia) d'oro alla banda di azzurro caricata di tre crescenti di argento e accostata da 2 rose di rosso una in capo e l'altra in punta (citato in (4) – Vol. II pag. 206) |
|        | Buonaccorsi (Firenze) (la blasonatura non è stata ancora caricata) (Immagine nella Raccolta stemmi Trippini (JPG).) |
|        | Buonaccorsi o Buonaccorsi di Pistoia (Toscana) (DE) In Gold 1 blauer Schrägbalken, belegt mit 3 schräglinks nach oben gewendeten goldenen Halbmonden und beidseitig begleitet von je 1 abgerissenen roten Löwenkopf (citato in (21)) alias (DE) In Gold 1 blauer Schrägbalken, belegt mit 3 schräglinks nach oben gewendeten silbernen Halbmonden und beidseitig begleitet von je 1 abgerissenen roten Löwenkopf (citato in (21))   |
|        | Buonaccorsi (Toscana) (DE) In 1 durch 1 roten Balken, dieser belegt mit 1 silbernen Dreilappenkreuz, blau-gold geteilten Feld 1 Greif in verwechselten Tinkturen (citato in (21)) |
|        | Buonaccorsi o Buonaccorsi di Vanni (Toscana) (DE) In Blau 1 erniedrigter silberner Sparren, begleitet oben von 2, unten von 1 goldenen Lilie (citato in (21)) |
|        | Buonaccorsi (Toscana) (DE) In Blau 1 goldener Löwe, 1 schwarze Fackel? haltend (citato in (21)) |
|        | Buonaccorsi o Di Buonaccorso (Toscana) (DE) In Blau 3 goldene Leisten, die obere dreilätzig, die mittlere zweilätzig, die untere einlätzig (citato in (21)) |
|        | Buonaccorsi (Toscana) (DE) Blau-gold schräggeteilt und überdeckt von 1 roten Schrägbalken (citato in (21)) |
|        | Buonaccorsi o Buonaccorsi di Santo Stefano (Toscana) (DE) In Rot 1 silberner Schrägbalken (citato in (21)) |
|        | Buonafè (Toscana) (DE) In Gold 1 schwebender grüner Sechsberg, von links bestiegen von 1 roten Stier (citato in (21)) |
|        | Buonafè (Toscana) (DE) In Gold 1 silberner Löwe (citato in (21)) |
|        | Buonaggionti d'azzurro, alla croce di S. Andrea trifogliata d'oro (citato in (6) – pag. 166) |
|        | Buonaguisi (Toscana) (DE) Gespalten: Rechts in Blau 1 rechtshalber silberner Adler am Spalt, belegt mit 1 rechtshalben blauen Scheibe mit 1 rechtshalben silbernen Kreuz, links 3mal gold-blau gespalten (citato in (21)) |
|        | Buonaguisi (Toscana) (DE) Gespalten: Rechts in Blau 1 rechtshalber silberner Adler am Spalt, links 3mal gold-blau gespalten (citato in (21)) |
|        | Buonaiuti o Buonaiuti di Pistoia (Toscana) (DE) In Blau 1 silberner Hirsch, begleitet rechts von 2 silbernen Rosen balkenweise, links von 1 silbernen Rose (citato in (21)) |
|        | Buonamici (Livorno) partito: nel 1º d'oro al monte di 6 cime d'azzurro cimato di un pino al naturale al cane bracco di argento fermo sulle due cime centrali; nel 2º bandato d'oro e d'azzurro di 6 pezzi, la terza e quarta banda caricate di una sfera scaccata di rosso e di argento (citato in (4) – Vol. II pag. 206) |
|        | Buonamici (Prato) d'oro al monte di 6 cime di verde movente dalla punta, sostenente un pino al naturale al cane di nero collarinato di rosso seduto sulla cima e legato col collare alla pianta (citato in (4) – Vol. II pag. 206) |
|        | Buonamici (Toscana) (DE) In Silber 1 goldener Sechsberg, besetzt mit 1 silber behalsbandeten naturfarbenen Hund, dieser besetzt mit 1 naturfarbenen Pinie mit goldenen Früchten (citato in (21)) |
|        | Buonamici dalle Carceri (Prato) d'oro al monte di 6 cime di verde movente dalla punta, sostenente un pino al naturale al cane di nero collarinato di rosso seduto sulla cima e legato col collare alla pianta; al capo di Santo Stefano (citato in (4) – Vol. II pag. 207) |
|        | Buonanni (Toscana) (DE) In Blau 1 goldenes achtspeichiges Rad, begleitet oben beidseitig von 2, unten von 1 zunehmenden goldenen Halbmond und überhöht von 1 vierlätzigen roten Turnierkragen mit je 1 goldenen Lilie zwischen den Lätzen (citato in (21)) |
|        | Buonaparte (Toscana) (DE) In Blau 1 goldener Sparren, allseitig begleitet von je 1 achtstrahligen goldenen Stern (citato in (21)) |
|        | Buonaparte (Toscana) (DE) In Blau 1 erniedrigter silberner Sparren (citato in (21)) |
|        | Buonaroti (Firenze) (la blasonatura non è stata ancora caricata) (Immagine nella Raccolta stemmi Trippini (JPG).) |
|        | Buonarroti (Firenze) d'azzurro a due cotisse d'oro, e il capo d'Angiò cucito, abbassato sotto un altro capo d'oro, caricato di una palla d'azzurro marcata di un giglio d'oro in mezzo alle lettere L. X. per concessione di Leone X (citato in (4) – Vol. II pag. 207) Cimiero: un cane uscente con un osso in bocca |
|        | Buonarroti (Firenze) d'azzurro a due cotisse di rosso, e il capo d'Angiò cucito, abbassato sotto un altro capo d'oro, caricato di una palla d'azzurro marcata di un giglio d'oro in mezzo alle lettere L. X. per concessione di Leone X (Immagine nella Raccolta stemmi Trippini (JPG).) |
|        | Buonarroti o Buonarroti Simoni (Toscana) (DE) Unter 1 goldenen Schildhaupt, darin 1 schwarzer Majuskelbuchstabe L, 1 rote Scheibe und 1 schwarzer Majuskelbuchstabe X, in Blau 1 erniedrigter goldener Zwillingsschrägbalken, oben begleitet von 1 vierlätzigen roten Turnierkragen mit je 1 goldenen Lilie (citato in (21)) |
|        | Buonarroti o Buonarroti Simoni (Toscana) (DE) In Blau 1 goldener Zwillingsschrägbalken (citato in (21)) |
|        | Buoncompagni (Bologna) Di rosso al drago alato d'oro reciso di rosso (citato in DAlena) |
|        | Buoncompagni (Cesena) (la blasonatura non è stata ancora caricata) (citato in BLCW) Immagine in Blasone Cesenate. |
|        | Buoncristiani (Toscana) (DE) In Gold 4 grüne Balken, überdeckt von 1 grünen Schrägbalken (citato in (21)) |
|        | Buondelmonti (Toscana) (DE) Blau-silber geteilt (citato in (21)) |
|        | Buondelmonti (Toscana) (DE) In Silber 1 schwebender blauer Sechsberg, oben besetzt mit 1 roten Hochkreuz (citato in (21)) |
|        | Buondelmonti (Toscana) (DE) In blau-silber geteiltem Feld 1 silberne Scheibe, belegt mit 1 grünen Dreizehnberg, dieser oben besetzt mit 1 roten Hochkreuz (citato in (21)) |
|        | Buondelmonti (Toscana) (DE) In blau-silber geteiltem Feld 1 schwebender grüner Neunzehnberg, oben besetzt mit 1 roten Hochkreuz (citato in (21)) |
|        | Buondelmonti (Toscana) (DE) Gespalten: Rechts blau-silber geteilt, links in Silber 1 schwebender goldener Sechsberg, oben besetzt mit 1 roten Hochkreuz (citato in (21)) |
|        | Buondelmonti (Toscana) (DE) Gespalten: Rechts blau-silber geteilt, links in Silber 1 schwebender blauer Sechsberg, oben besetzt mit 1 roten Hochkreuz (citato in (21)) |
|        | Buonenove (Toscana) (DE) In Rot 1 schwebender goldener Sechsberg, oben besetzt mit 1 silbernen Vase, diese überhöht von 1 goldenen Rose (citato in (21)) |
|        | Buonfanti o Bonfanti (Toscana) (DE) In Gold 1 roter Pfahl (citato in (21)) |
|        | Buonfanti o Buonfanti di Pistoia (Toscana) (DE) In Gold 1 blauer Schrägbalken, begleitet oben schrägbalkenweise von 2, unten von 1 roten Scheibe (citato in (21)) |
|        | Buonfantini (Toscana) (DE) In Blau 1 beidseitig verkürzter silberner Sturzsparren (citato in (21)) |
|        | Buonfiglioli (Toscana) (DE) In Rot 1 blauer Pfahl (citato in (21)) |
|        | Buonfii (Padova) zampa di leone posta in fascia di oro recisa e armata di rosso sormontata da - una corona a 4 fiori e 3 gigli di oro tutto su azzurro (citato in LEOM) |
|        | Buongiovanni (Tropea) Titolo: patrizi di Tropea di azzurro ad un serpente d'oro attortigliato ad una incudine, accompagnata nel capo da un martello e da un maglio di oro levati in atto di percuotere (citato in (4) – Vol. II pag. 208 e in (18)) d'azzurro con incudine nera a palo attorcigliata da un angue di oro accompagnata al campo di una mazza e un martello del medesimo (citato in BLCL) Immagine in Tropea Magazine. |
|        | Buonguglielmi (Toscana) (DE) Gespalten: Rechts in Blau 2 abgerissene goldene Löwenköpfe pfahlweise, links rot-silber gerautet (citato in (21)) |
|        | Buonincontri o Buoninconti (Napoli) Titolo: nobile, barone del feudo rustico di S. Maria Jacobi d'oro con due leoni di rosso, controrampanti ed affrontanti ad una colonna dello stesso (citato in (18)) d'oro, con due leoni di rosso controrampanti ed affrontati ad una colonna dello stesso (citato in (20)) 2 leoni controrampanti di rosso a una colonna dello stesso su oro (citato in LEOM)                                 |
|        | Buoninsegna (Toscana) (DE) In Silber 6 blaue Scheiben, 3:2:1 gestellt (citato in (21)) |
|        | Buoninsegni (Siena) di rosso al capriolo d'oro accompagnato da 3 rocchi dello stesso due in capo e uno in punta; al capo di oro caricato d'una aquila di nero coronata del campo (citato in (4) – Vol. II pag. 208) Di rosso, allo scaglione d'oro, accompagnato da tre rocchi di scacchiere dello stesso, 2.1; con il capo dell'Impero (citato in (15)) (Immagine nella Raccolta stemmi Trippini (JPG).)                           |
|        | Buono (Napoletano) d'azzurro, ad un'aquila coronata, ferma su di un monte, sormontata da un capriolo e due gigli: l'uno nel canton destro del capo, l'altro nel sinistro; il tutto d'oro (citato in (20)) |
|        | Buonoanno (Napoletano) (la blasonatura non è stata ancora caricata) (citato in (22)) |
|        | Buonocore (Napoli) Titolo: nobili di azzurro a tre monti di verde con due leoni di oro affrontati e tenenti un cuore di rosso (citato in (4) – Vol. II pag. 209, in (18) e in (22)) alias d'azzurro, due leoni d'oro affrontati con le teste rivoltate sostenenti un cuore rosso; alla punta dello scudo la lettera B d'oro (citato in (22)) Notizie storiche in Nobili napoletani.                                                 |
|        | Buonopane (Napoletano) (la blasonatura non è stata ancora caricata) (citato in (22)) |
|        | Buonsegni (Firenze) 3 stelle (8 raggi) poste in banda trinciate di azzurro e di oro su trinciato di oro e di azzurro (citato in LEOM) |
|        | Buonsignori (Siena, Pienza) d'oro alla fascia contromerlata di nero (citato in (4) – Vol. II pag. 209) (Immagine nella Raccolta stemmi Trippini (JPG).) |
|        | Buonsignori (Città di Castello) d'oro alla banda doppiomerlata di nero (citato in (4) – Vol. II pag. 210) |
|        | Buontalenti (Toscana) (DE) Grün-blau schräggeviert: An der Schildhauptstelle 1 vierlätziger roter Turnierkragen mit je 1 goldenen Lilie zwischen den Lätzen, in den blauen Plätzen je 1 achtstrahliger silberner Stern (citato in (21)) |
|        | Buontempo (Cesena) (la blasonatura non è stata ancora caricata) (citato in BLCW) Immagine in Blasone Cesenate. |
|        | Buonvicini (Firenze, Pescia) troncato: nel 1º d'azzurro a 3 gigli d'oro posti tra i 4 pendenti di un lambello dello stesso; nel 2º d'argento a una stella di 8 raggi d'oro (citato in (4) – Vol. II pag. 210) |
|        | Buonvisi (Lucca) stella (7 raggi) il raggio inferiore allungato verso la punta di oro caricata al centro da una palla inquartata in croce di Sant'Andrea di argento e di rosso tutto su azzurro (citato in LEOM) |
|        | Buosi (Ferrara) d'oro alla mazza al naturale in palo, accompagnata da due buoi coricati, di rosso, affrontati, il tutto sostenuto da una terrazza di verde; col capo d'azzurro caricato di tre stelle di sei raggi d'oro e sostenuto da una fascia in divisa di rosso (citato in (4) – Vol. II pag. 210) |
|        | Buosi d'azzurro, al bue d'oro, fermo con la testa rivolta, guardante il sole nascente, orizzontale a sinistra (citato in (6) – pag. 146) |
|        | Buosi (Cesena) (la blasonatura non è stata ancora caricata) (citato in BLCW) Immagine in Blasone Cesenate. |
|        | Buosi (Firenze) D'argento, alla scala di tre pioli di rosso, sormontata da un lambello a sei pendenti d'azzurro (citato in (15)) |
|        | Buosi (Toscana) (DE) In Silber 1 fünflätziger blauer Turnierkragen in der Schildhauptstelle und 1 aus dem unteren Schildrand hervorkommende naturfarbene dreisprossige Leiter (citato in (21)) |
|        | Buosi (Firenze) D'azzurro, alla banda d'oro accostata da due stelle a otto punte dello stesso, 1.1 (citato in (15)) (DE) In Blau 1 goldener Schrägbalken, beidseitig begleitet von je 1 achtstrahligen goldenen Stern (citato in (21)) |
|        | Buosi (Ferrara) aquila di nero su oro - 2 buoi ritti e controrampanti a destra di argento e a sinistra di rosso su azzurro (citato in LEOM) |
|        | Buoso (Venezia) (FR) Échiqueté d'argent et de gueules. (citato in (9)) |

### Buq
| Stemma | Casato e blasonatura |
| ------ | --- |
|        | Buquet de Montvallier (Firenze) Troncato: nel 1º d'azzurro, al montone passante d'oro; nel 2º d'oro, a tre rose di rosso, 2.1 (citato in (15)) (DE) Blau-gold geteilt: Oben 1 schreitender goldener Hammel?, unten 3 rote Rosen 2:1 gestellt (citato in (21)) |

### Bur
| Stemma | Casato e blasonatura |
| ------ | --- |
|        | Buraggi (Finala Marina) di azzurro alla fascia d'oro, accompagnata in capo da tre stelle d'oro ordinate in fascia, e in punta alla biscia d'oro serpeggiante in fascia fra tre crescenti montati di argento male ordinati 1 e 2 (citato in (4) – Vol. II pag. 211) |
|        | Burali (Arezzo) inquartato: nel 1º e nel 4º di azzurro al leone d'oro; nel 2º e 3º di rosso alla conchiglia d'argento, convessa in palo (citato in (4) – Vol. II pag. 211) (DE) Quadriert: In Feld 1 und 4 in Blau 1 goldener Löwe, in Feld 2 und 3 in Rot 1 silberne Muschel (citato in (21)) |
|        | Burali (Arezzo, Firenze) Inquartato: nel 1º e 4º d'azzurro, al leone d'oro lampassato di rosso; nel 2º e 3º di rosso, alla conchiglia d'argento alias Inquartato: nel 1º e 4º d'azzurro, al leone d'oro lampassato di rosso; nel 2º e 3º di rosso, alla conchiglia d'argento; con il capo di Santo Stefano (citato in (15)) |
|        | Burali inquartato: nel 1º e 4º d'azzurro, al leoncello d'oro, quello nel 1º rivolto; nel 2º e 3º di rosso, al nicchio d'argento (citato in (6) – pag. 46) |
|        | Burali d'Arezzo (Napoli) di azzurro alla fascia del medesimo bordata di oro e caricata da un giglio e due galletti affrontati al medesimo, ed accompagnata nel capo da tre bande arcuate, e nella punta da una branca di leone movente dalla stessa, il tutto d'oro (citato in (4) – Vol. II pag. 212) |
|        | Buratti (Cingoli) Titolo: nobili di Recanati, nobili di Cingoli d'azzurro, all'albero di verde sinistrato da un centauro tenente una freccia tesa sull'arco, il tutto d'argento (citato in GUCA – pag. 121 e in DAlena) |
|        | Buratti (Firenze) Di..., al rincontro di bue di... (citato in (15)) |
|        | Buratti (Montepulciano) D'azzurro, alla fascia d'oro, accompagnata in capo da due stelle a otto punte dello stesso, e in punta da una radice d'argento fogliata di verde alias D'azzurro, alla fascia d'oro, accompagnata in capo da due stelle a otto punte dello stesso, e in punta da una radice d'argento fogliata di verde; con il capo di Santo Stefano alias D'azzurro, alla fascia d'oro, accompagnata in capo da due stelle a sei punte dello stesso, e in punta da un cuore di..., legato di... (citato in (15)) |
|        | Buratti (Roma) (D'azzurro, alla fascia d'oro, accompagnata in capo da due stelle a otto punte dello stesso, e in punta da una radice d'argento) (Immagine nell' Archivio Storico Capitolino (PDF) (archiviato dall'url originale il 5 gennaio 2016).) |
|        | Buratti (Toscana) (DE) Unter 1 silbernen Schildhaupt, darin 1 rot-silbernes Johanniterkreuz, in Blau 1 goldener Balken, begleitet oben von 2 achtstrahligen goldenen Sternen, unten von 1 silbernen Rübe mit grünem Kraut (citato in (21)) |
|        | Buratti (Bologna) Spaccato d'oro e d'azzurro, al bue rampante dell'uno nell'altro; col capo d'Angiò (citato in DAlena) |
|        | Buratti (Chiavazza, Biella) Titolo: conti della Malpenga D'azzurro, a tre fusi (d'argento?) ordinati in palo, con il capo cucito, di rosso, al castello d'argento, torricellato di due, merlato alla guelfa, aperto di nero Motto: Festina lente (citato in (17)) |
|        | Buratti (Montecassiano) centauro di argento nell'atto di scagliare una freccia su - albero di quercia di verde su terrazzo dello stesso su azzurro (citato in LEOM) |
|        | Buratti (Montecassiano) bue rampante troncato di oro e di azzurro su troncato di azzurro e di oro - capo d'Angiò (citato in LEOM) |
|        | Buratti (Cesena) (la blasonatura non è stata ancora caricata) (citato in BLCW) Immagine in Blasone Cesenate. |
|        | Buratti Simonetti (Montecassiano) Partito: a destra dei Buratti; a sinistra di rosso, alla testa di leone d'oro guardante mezza stella dello stesso posta in alto a sinistra dello scudo (citato in DAlena) |
|        | Burchioni (Pistoia) Fasciato di sei pezzi d'azzurro e di rosso, alla banda attraversante d'argento caricata di tre rose di rosso (citato in (15)) |
|        | Burci (Firenze) D'azzurro, al cane rampante d'argento, collarinato di..., nascente da un barile coricato d'oro. (citato in (15)) |
|        | Burdese o Bordese (Bra) D'azzurro, al grifone d'oro, con il capo d'argento, carico di un'aquila, di nero (citato in (17)) |
|        | Burdini (Racconigi) Partito, al 1° bandato d'oro e di rosso, al 2° d'azzurro, al leone d'argento, lampassato di rosso (citato in (17)) |
|        | Burelli o Besati (Modena, Ferrara) (la blasonatura non è stata ancora caricata) (citato in UNFE) Immagine nella Biblioteca Estense Universitaria (id. 669). |
|        | Burgarella o Bulgarella (Sicilia) d'azzurro, alla banda d'oro, caricata da tre rose di rosso fogliate d'oro, e due stelle attorno ad un sole, il tutto dello stesso; ed il capo d'oro all'aquila spiegata e coronata di nero, posto su di una fascia in divisa di rosso ed argento (citato in Mango) |
|        | Burgassi (Firenze) Troncato: nel 1º d'azzurro, a tre stelle a sei punte d'oro, 2.1; nel 2º d'argento, a tre pali di rosso (citato in (15)) |
|        | Burgatta o Borgatta (Ovada) D'azzurro, al mastio di due piani al naturale, merlato alla guelfa e aperto d'argento, finito da due garitte coperte di rosso, fondato sulla campagna di verde, con una gatta di rosso nell'atto di varcarne la soglia (citato in (33)) |
|        | Burgio (Palermo, Mazara) Titolo: duca di Vallefiorita, principe d'Aragona, conte di Comiso, conti palatini, barone delle Gazzere, Villanova, Serravalle, Scirinda; signore di Scilinda d'azzurro allo scaglione accompagnato da 3 stelle a otto raggi, il tutto d'oro Motto: Non sine certamine (citato in (4) – Vol. II pag. 212 e in (18)) d'azzurro, al capriolo d'oro, accompagnato da tre stelle di otto raggi del secondo (citato in Mango e in (29)) d'azzurro con un capriolo d'oro accompagnato da tré stelle dello stesso situate, 2 al capo ed una in punta. Corona di duca (citato in (29)) scaglione di oro su azzurro - 3 stelle (8 raggi) di oro su azzurro poste 2,1 (citato in LEOM) Notizie storiche in Famiglie nobili di Sicilia. Ulteriori notizie storiche in Famiglie nobili di Sicilia. |
|        | Burgomato (Cherasco) Di rosso, a due bande d'argento (citato in (17)) |
|        | Burgos (Fossano) Titolo: Conte di Pomaretto troncato di argento e di verde; il primo a due palme del secondo, decussate; il secondo al castello del primo (citato in (4) – Vol. II pag. 212 e in (17)) |
|        | Burgos (Messina) di rosso, al castello a tre torri d'oro, murato, finestrato e aperto di nero, cimato sopra la torre di mezzo da una grù d'oro, con la sua vigilanza al naturale (citato in DAlena e in Mango) |
|        | Buricaldi (Venezia) (FR) D'argent, à trois bandes d'azur, à la fasce d'or, brochant sur le tout (citato in (9)) |
|        | Buridan o Buridani (Venaria Reale, Torino) D'argento, allo scaglione di rosso, accompagnato da tre leoni dello stesso, i due in capo affrontati alias D'argento, allo scaglione di rosso, accompagnato da tre gamberi, di nero, in palo (citato in (17)) |
|        | Burlamacchi (Lucca) d'oro alla croce d'azzurro (citato in (4) – Vol. II pag. 213 e in (11)) (Immagine nella Raccolta stemmi Trippini (JPG).) |
|        | Burlando (Ovada) D'azzurro, al leone d'argento rivoltato, sostenuto da una terrazza di verde, tenente tra le branche una ruota di otto raggi d'oro (citato in (33)) |
|        | Burlazio (Biella) D'argento, alla rosa di rosso, fogliata e spinata di verde, con il capo d'azzurro, carico di tre stelle d'oro, ordinate in fascia Motto: Caute legas (citato in (17)) |
|        | Buronsi di Santhià (la blasonatura non è stata ancora caricata) (citato in (17)) |
|        | Buronzo (Buronzo, Vercelli) Titolo: conti di Asigliano e Pezzana, Villa del Bosco; signori di Balocco, Bastia, Carisio, Motta de' Conti, Ronco, Ternengo, Zumaglia; consignori di Biandrate, Quinto Troncato di nero e d'argento, al leone dell'uno nell'altro (citato in (17)) (Immagine nella Raccolta stemmi Trippini (JPG).) Motto: Divo Iove auctore sequimur acta patrum |
|        | Buronzo (Vercelli) Troncato di nero e d'argento, al leone d'oro, lampassato di rosso, attraversante (Immagine nella Raccolta stemmi Trippini (JPG).) |
|        | Buronzo (Ovada) Troncato di rosso e d'oro, al leone dell'uno all'altro, osceno di rosso (citato in (33)) |
|        | Burotti (Cherasco) Titolo: Conte di Scagnello d'oro, al leone di rosso, coronato del campo, sostenuto da un monte di tre cime di verde, impugnante, colla zampa destra, una spada, colla sinistra un ramoscello di rosaio, al naturale (citato in (4) – Vol. II pag. 213 e in (17)) |
|        | Burovich troncato d'azzurro e di rosso a due leoni d'argento, affrontati, tenenti ciascuno il fondo di un corno di abbondanza, d'oro, i due corni decussati (citato in (4) – Vol. II pag. 214) |
|        | Burovich Smajevich (Casarsa (Udine)) Titoli: Nobile, Conte partito: al 1º d'oro tre gigli ordinati in fascia, accostati da due filetti, il tutto di argento e cucito, con la sbarra di rosso carica di una lancia di torneo d'argento, con il capo d'oro, carico di un'aquila di nero (Smajevich); al 2º troncato d'azzurro e di rosso a due leoni d'argento, affrontati, tenenti ciascuno il fondo di un corno di abbondanza, d'oro, i due corni decussati (Burovich) Cimiero: quattro penne di struzzo d'oro, d'azzurro, d'argento e di rosso (citato in (4) – Vol. II pag. 214) |
|        | Burri (Abruzzo) Spaccato: nel 1° d'azzurro al porco passante al naturale, accompagnato in capo da tre stelle d'oro poste in fascia; nel 2° campagna di verde (citato in DAlena) |
|        | Burri o Borri (Milano) Titolo: signori di Vespolate D'argento, al bue passante di nero (citato in (17)) |
|        | Burris (la blasonatura non è stata ancora caricata) (citato in DAlena) |
|        | Burroni (Firenze) D'azzurro, alla cometa d'oro posta in capo (citato in (15)) |

### Bus
| Stemma | Casato e blasonatura |
| ------ | --- |
|        | Busacca (Palermo) Titolo: barone del Corvo; marchese di Gallidoro troncato: nel 1º d'azzurro, alla borsa d'oro, legata dello stesso; nel 2º d'azzurro, a 3 gigli d'oro, ordinati in fascia, sormontati ciascuno da una corona all'antica dello stesso, e la fascia di rosso passante sulla partizione (citato in (4) – Vol. II pag. 214, in Mango e in (29)) alias diviso nel 1° di rosso con una borsa legata d'oro nel 2° d'azzurro con tre gigli d'oro allineati in fascia sormontati da tre corone all'antica dello stesso. Corona di marchese (citato in (29)) sacca (borsa) aperta legata di oro su rosso - 3 gigli di oro cimati da 3 corone dello stesso su azzurro posti in fascia (citato in LEOM) Notizie storiche in Famiglie nobili di Sicilia. Ulteriori notizie storiche in Famiglie nobili di Sicilia. Citato nel Sito della famiglia Busacca (archiviato dall'url originale il 5 gennaio 2016). |
|        | Busacca (Firenze) Troncato: nel 1º di rosso, alla borsa d'oro legata d'azzurro; nel 2º d'azzurro, a tre gigli d'oro coronati dello stesso, ordinati in fascia; e alla fascia d'argento passata sulla troncatura (citato in (15)) |
|        | Busatti (Siena) d'azzurro alla pianta di grano di tre spighe sulla campagna di verde accompagnata nel cantone destro da tre stelle di otto raggi male ordinate e in quello sinistro da un sole raggiante, il tutto d'oro (citato in (4) – Vol. II pag. 215) |
|        | Busatti (Arezzo, Firenze) D'azzurro, alla pianta di frumento d'oro, spigata di tre pezzi dello stesso, nodrita sul terreno al naturale, e sormontata da tre stelle a otto punte d'oro, 1.2, poste nel cantone destro del capo, e dal sole orizzontale a sinistra dello stesso (citato in (15)) |
|        | Busca (Monferrato) Titolo: marchesi di Busca (sec. XII), Cossano (1772), La Rocchetta (1772), Mango (1772), Neviglie (1772), Trezzo (1772); conti di Loreto palato d'oro e di rosso alias d'oro, a quattro pali di rosso (citato in (4) – Vol. II pag. 215 e in (17)) alias D'oro, a tre pali di rosso Motto: Nulla fortitudo sine Deo (citato in (17)) alias palato d'oro e di rosso di otto pezzi (Immagine nella Raccolta stemmi Trippini (JPG).) |
|        | Busca (Bergamo) Gallo (citato in DAlena) |
|        | Busca (Mantova, Casale?) d'argento, alla biscia di verde, ondeggiante in palo (citato in DAlena e in (17)) |
|        | Busca (Milano) (la blasonatura non è stata ancora caricata) (Immagine nella Raccolta stemmi Trippini (JPG).) |
|        | Busca Arconati Visconti (Milano) troncato: al 1º d'oro, all'aquila coronata, di nero; al 2º di argento, all'albero nodrito nella pianura erbosa, al naturale Cimiero: l'aquila di nero, nascente (citato in (4) – Vol. II pag. 215) |
|        | Busca Gianuzio (Casale) conti di Lazzarone D'oro, a quattro pali di rosso (citato in (17)) |
|        | Buschenj d'azzurro, al giglio d'argento (citato in (6) – pag. 134) |
|        | Buschetti (Chieri, Torino) Titoli: Conte, Nobile troncato di rosso e d'argento, alla banda di nero, carica di tre stelle d'oro (citato in (4) – Vol. II pag. 216 e in (17)) |
|        | Buschetti (Chieri) Titolo: marchesi del marchesato di Ceva (1661 ?); signori di Bardassano, Moriondo, Perrero; consignori di Chieri, Santena, Valle San Martino Troncato di rosso e d'argento, alla banda di nero carica di tre stelle d'oro, attraversante Motto: En bien (citato in (17)) |
|        | Buschetti o Busquet (Nizza) Titolo: baroni di Bojone; signori di Le Mas; consignori di Belvedere, Castelnuovo, Conségudes Troncato di rosso e d'argento, alla banda di nero carica di tre stelle d'oro, attraversante (citato in (17)) |
|        | Buschi (Tortona) D'azzurro, al leone d'oro (citato in (17)) |
|        | Buschi (Cesena) (la blasonatura non è stata ancora caricata) (citato in BLCW) Immagine in Blasone Cesenate. |
|        | Busco (Asolo) Troncato d'azzurro e d'argento a tre lettere 'H' gotiche disposte due ed uno, dell'uno nell'altro (citato in DAlena) |
|        | Busdraghi d'argento, al drago mostruoso di verde, con testa umana coperta da un cappuccio, alato di rosso, e aggruppato (citato in (4) - Vol. II pag. 176 e in (6) – pag. 142) |
|        | Busdraghi (Lucca) D'oro, al drago mostruoso di verde, con la testa umana di carnagione, barbuta al naturale e coperta di verde (citato in (15)) |
|        | Busenici (Venezia) (FR) D'or, au chevron de gueules. (citato in (9)) |
|        | Busi (Firenze) d'azzurro, al toro infuriato d'argento sulla zolla di rosso, al capo d'Angiò (citato in GUCA – pag. 583 e in DAlena) |
|        | Busi (Casalmaggiore) troncato: al 1º d'oro, all'aquila di nero, linguata di rosso; al 2º d'azzurro al leone d'oro, linguato di rosso, tenente un cannone, d'argento, in sbarra (citato in (4) – Vol. II pag. 216) |
|        | Busi (Val Brembana) D'azzurro alla torre d'argento, merlato alla guelfa, aperta e finestrata di nero, accostata da due leoni affrontati e controrampanti, quel di destra di rosso, quel di sinistra d'oro, il tutto movente da una campagna di verde |
|        | Busi (Cremona) d'azzurro al leone d'oro tenente con le zampe anteriori un tubo di cannone d'argento in sbarra; col capo d'oro caricato di un'aquila di nero (citato in BLCR) Immagine in Blasonario Cremonese (archiviato dall'url originale il 7 aprile 2014). |
|        | Busini (Firenze) Fasciato increspato d'oro e d'azzurro, alla banda attraversante di rosso caricata di tre rose d'argento (citato in (15)) alias D'azzurro, a tre fasce increspate d'oro, e alla banda attraversante di rosso, caricata di tre rose d'argento (citato in (15)) (DE) In Gold 3 blaue Zickzackbalken, überdeckt von 1 roten Schrägbalken, dieser belegt mit 3 silbernen Blumen (citato in (21)) |
|        | Businelli (Padova) (FR) D'argent, à une montagne de six coupeaux de gueules, sommée d'une croix latine du même. (citato in (9)) |
|        | Busiri Vici (Roma) Partito: nel 1° d'azzurro alla fascia d'argento caricata da una stella d'oro per inchiesta, ed accompagnato in capo da tre ed in punta da due stelle parimenti d'oro (de Beausire - Busiri); nel 2° troncato: d'azzurro a tre stelle d'oro male ordinate, d'oro al vaso all'antica di rosso sormontato da un fiordaliso verde, alla fascia indivisa d'argento sul troncato (Vici) (citato in (35), vol. II, p. 16) |
|        | Busnadego (Venezia) (FR) D'azur (ou de gueules), au chevron d'or. (citato in (9)) |
|        | Busnate (la blasonatura non è stata ancora caricata) (citato in DAlena) |
|        | Busquests (Sardegna) (d'argento, all'albero sradicato di verde, accostato da due ... di ...) (citato in ) |
|        | Bussetti (Tortona, Milano) Titolo: marchesi di Avolasca (1778), Casasco (1778), Ceretto (1693); signori di Bagnara, Bersano, Cornegliasca, Montebore Bandato d'oro e di nero, con il capo d'oro carico di un'aquila coronata, di nero alias Bandato d'azzurro (alias di nero) e d'oro, con il capo del secondo carico di un'aquila coronata, di nero alias Palato di nero e d'oro, con il capo del secondo carico di un'aquila coronata, di nero alias Partito, al 1° bandato d'oro e di nero, con il capo d'oro carico di un'aquila coronata, di nero, al 2° troncato d'oro e d'azzurro (citato in (17)) |
|        | Bussi (Roma) (d'azzurro, a due occhi d'argento) (Immagine nell' Archivio Storico Capitolino (PDF) (archiviato dall'url originale il 5 gennaio 2016).) |
|        | Bussi (Viterbo) (la blasonatura non è stata ancora caricata) (immagine dello Stemmario reale di Baviera.) |
|        | Bussola (?) D'azzurro, a due scettri (?), gigliati alle due estremità, decussati, accantonati a destra e a sinistra da due stelle, sopra e sotto da due vasi (?), il tutto d'oro, con il capo d'oro, carico di un'aquila di nero (citato in (17)) |
|        | Bussolati (Parma) leone rampante di oro contro un pino silvestre (albero) al naturale su terrazzo di verde su azzurro - 3 stelle (6 raggi) di argento poste in fascia in alto su azzurro (citato in LEOM) |
|        | Bussolino (Pezzana) D'argento, alla pianta di biancospino (bossolino) di verde, fruttata di rosso, con il tronco d'oro alias D'argento, alla pianta di biancospino (bossolino), al naturale, fruttata di rosso, nutrita sulla pianura erbosa, con il capo d'Angiò (citato in (17)) |
|        | Bussone o Bussoni (Carmagnola) Titolo: conti di Castelnuovo Scrivia; signori di Sale Di rosso, alla banda d'argento, carica di tre scaglioni del campo (Immagine nella Raccolta stemmi Trippini (JPG).) alias Di rosso, alla banda dello stesso, profilata a scalini d'argento, carica di tre scaglioni dello stesso alias Partito di Visconti e di Bussone (citato in (17)) |
|        | Bussone o Bussoni (Saluzzo, Altare) Di rosso, alla banda d'argento, carica di due scaglioni del campo (citato in (17) e in (25)) tre cheveroni rossi in banda di argento orlata da due filetti dell'istesso in campo rosso (citato in (25)) |
|        | Bussotti (Firenze) Di..., alla foglia di sega in banda di..., accostata superiormente da due stelle a otto punte di..., ordinate in banda, e accompagnata in punta da un monte di sei cime di... (citato in (15)) |
|        | Busti o Capitanei (la blasonatura non è stata ancora caricata) (citato in DAlena) |

### But
| Stemma | Casato e blasonatura |
| ------ | --- |
|        | Buthod (Aosta, Quart) D'azzurro, alla mezzaluna d‘argento, crescente, contenente due rami di palma, d'oro, divergenti, accompagnati in punta da un ramo simile, pendente a destra Motto: Unus mihi una fides unus princeps (citato in (17)) |
|        | Buti (Gubbio) d'azzurro, ad una fede vestita di rosso, le mani di carnagione, accompagnata in capo da una stella d'oro e in punta da 3 monti in fascia di verde (citato in GUCA – pag. 253 e in DAlena) |
|        | Buti (Gubbio) Serpente (citato in DAlena) |
|        | Buti (Cesena) Titolo: nobili di Ancona, patrizi romani, marchesi d'azzurro alla fede al naturale, accompagnata in capo da una stella di sei raggi d'oro, e in punta da tre monti all'italiana, parimenti d'oro, moventi dalla campagna dello stesso (citato in (4) – Vol. II pag. 216) (la blasonatura non è stata ancora caricata) (citato in BLCW) Immagine in Blasone Cesenate. |
|        | Buti (Firenze) D'azzurro, al delfino d'oro guizzante in palo, e alla banda diminuita attraversante di rosso alias D'azzurro, al delfino d'oro guizzante in palo, e alla banda diminuita attraversante di rosso, la banda caricata di tre stelle a otto punte d'oro (citato in (15)) |
|        | Buti (Firenze) Di..., alla croce di sant'Andrea di... (citato in (15)) |
|        | Buti (Firenze) D'azzurro, alla fascia di rosso sostenente un leone nascente d'oro; con il capo cucito d'Angiò (citato in (15)) |
|        | Buti (Firenze) D'azzurro, a cinque uccelli posati d'oro, 2.1.2 (citato in (15)) |
|        | Buti (Pisa) D'azzurro, a tre aquilotti d'argento, 2.1 (citato in (15)) |
|        | Buti (Pistoia) Troncato d'oro e d'azzurro, all'uccello (merlo) di nero nel primo, posato sulla troncatura (citato in (15)) |
|        | Buti (Prato) Di..., al destrocherio di..., vestito di..., impugnante in banda una ferza di..., e accompagnato in punta da un cavallo (?) di..., corrente sul terreno al naturale (citato in (15)) |
|        | Buti (Toscana) (DE) In Gold 1 blauer Balken, oben besetzt mit 1 wachsenden blauen Löwen und oben begleitet von 1 vierlätzigen roten Turnierkragen (citato in (21)) |
|        | Buti o Buti del Drago (Firenze) D'azzurro, alla croce trifogliata d'oro, accantonata da quattro stelle a otto punte dello stesso (citato in (15)) (DE) In Blau 1 goldenes Kleeblattkreuz, bewinkelt von je 1 achtstrahligen goldenen Stern (citato in (21)) |
|        | Buti del Lion Nero (Firenze) D'azzurro, alla montagna d'oro uscente dalla punta, accompagnata da tre stelle a otto punte dello stesso ordinate in capo (citato in (15)) |
|        | Buti Maetri (Toscana) (DE) In Blau 1 senkrecht gelegtes fischartiges goldenes Lebewesen, überdeckt von 1 erniedrigten roten Schrägbalken (citato in (21)) |
|        | Butii (Roma) (d'azzurro, al crescente montante d'argento, accompagnato da tre stelle (8) d'oro; alla bordura inchiavata d'argento e di rosso) (Immagine nell' Archivio Storico Capitolino (PDF) (archiviato dall'url originale il 5 gennaio 2016).) |
|        | Butiis (la blasonatura non è stata ancora caricata) (citato in DAlena) |
|        | Butini (Firenze) D'azzurro, al monte di sei cime d'oro, sormontato da un crescente montante d'argento, il tutto in mezzo a quattro stelle a otto punte d'oro, 1.2.1 (citato in (15)) (DE) In Blau 1 schwebender goldener Sechsberg, überhöht von 1 liegenden silbernen Halbmond und allseitig begleitet von je 1 achtstrahligen goldenen Stern (citato in (21)) alias D'azzurro, al monte di sei cime d'oro, sormontato da un crescente montante d'argento, e accostato da due stelle a otto punte d'oro (citato in (15)) |
|        | Butrighelli di rosso, alla fascia diminuita d'argento, caricata di tre rose del campo, bottonate d'oro, e accompagnate da due barili dello stesso, cerchiati di rosso (citato in (6) – pag. 112) |
|        | Buttafava (Milano, Tirano) troncato di oro all'aquila di nero, e d'azzurro, al palo d'argento caricato di una palma di verde, accostato da due leoni d'oro affrontati (citato in (4) – Vol. II pag. 217) aquila di nero su oro - foglia di palma di verde su palo di argento su azzurro - 2 leoni controrampanti di oro su azzurro verso il palo (citato in LEOM) Svolazzi (di concessione): d'argento e di rosso |
|        | Buttafoco (Cesena) (la blasonatura non è stata ancora caricata) (citato in BLCW) Immagine in Blasone Cesenate. |
|        | Butteri (Viguzzolo) Titolo: Nobile troncato: al 1º d'oro, all'aquila di nero, bicipite, coronata, d'argento; al 2º di azzurro, alla tavoletta di scacchiera d'argentato, scaccato d'oro e di nero; gli scacchi neri delle tre file superiori marcati d'argento, gli scacchi d'oro delle tre file inferiori marcati di rosso (citato in (4) – Vol. II pag. 217 e in (17)) alias Palato di rosso e d'argento, con il capo d'oro carico di un'aquila (coronata), di nero alias Scaccato di rosso e d'argento, con il capo d'oro carico di un'aquila (coronata), di nero (citato in (17)) Cimiero: l'aquila del campo Motto: Sublimiora |
|        | Butticario (Pinerolo) Titolo: conti di Bovile D'azzurro a tre monti d'argento, fondati sulla campagna di verde, e sormontati da tre stelle d'oro ordinate in fascia, con il capo d'oro all'aquila coronata, di nero (citato in (17)) |
|        | Buttis (Susa) Troncato, al 1° d'oro, a tre stelle di rosso, male ordinate, al 2° d'azzurro, a tre gerbe di frumento, d'oro Motto: In suis viribus pretium (citato in (17)) |
|        | Butturini o Botturini (Vobarno, Salò, Prevalle) a sei colli sormontati da una croce (citato in Piovanelli) |

### Bux
| Stemma | Casato e blasonatura |
| ------ | --- |
|        | Buxello o Buscello (Sicilia) d'azzurro, alla torre d'oro, aperta e finestrata di nero, cimata da tre spighe del secondo, e posta sulla campagna cucita di nero (citato in Mango) |

### Buz
| Stemma | Casato e blasonatura |
| ------ | --- |
|        | Buzignola (Ragusa/Dubrovnik) troncato d'argento e d'azzurro, l'azzurro caricato di due buoi passanti e affrontati di rosso, cornati d'oro (citato in (8)) (FR) Coupé d'argent sur azur, l'argent chargé de deux boeufs passants et affrontés de gueules, accornés d'or. (citato in (9))                                                                 |
|        | Buzignola (Ragusa/Dubrovnik) d'azzurro, a tre bande di rosso; al capo d'argento (citato in (8)) (FR) D'azur, à trois bandes de gueules, au chef d'argent. Casque couronné. (citato in (9)) |
|        | Buzini poiana (bozzago) di profilo rivolta di rosso nell'atto di nutrire (con un serpente di nero) i suoi piccoli (bozzaghi) in un nido posto su un'erta uscente dal fianco destro e degrandante verso sinistra in punta di nero su argento (citato in LEOM)                                                                                            |
|        | Buzzacarini (Padova) (FR) Parti d'argent et de sinople, à la bordure de l'un en l'autre. (citato in (9)) |
|        | Buzzaccherini (Pisa) Fasciato di sei pezzi di rosso e d'argento (citato in (15)) |
|        | Buzzani o Buzano (Torino) Titolo: conti di Borgomaggiore Troncato, d'azzurro, a due stelle d'oro, e d'oro, all'elefante di nero, sostenente una torre di rosso, con la fascia d'argento, in divisa, sulla partizione Motto: Soccumbo et non occumbo (citato in (17))                                                                                    |
|        | Buzzi Langhi (Cassine, Alessandria) Titolo: Marchese di rosso, al portico frammezzato da una colonna, il tutto d'argento: la colonna di mezzo sostenente una targhetta dello stesso, crociata del campo; col capo d'azzurro, cucito, carico di un'aquila d'argento, coronata d'oro Motto: Dominus regit me (citato in (4) – Vol. II pag. 218 e in (17)) |
|        | Buzzichelli (Siena) D'azzurro, alla croce di sant'Andrea diminuita d'oro, accantonata da quattro quattrofoglie dello stesso (citato in (15)) |
|        | Buzzoni (Fossano) Titolo: Conte di Borgomaggiore troncato: di azzurro, a due stelle d'oro, e d'oro all'elefante di nero, sostenente una torre di rosso; colla fascia d'argento, in divisa, sulla partizione Motto: Succumbo et non occumbo (citato in (4) – Vol. II pag. 219)                                                                           |
|        | Buzzoni (Val Brembana) Troncato: nel 1° d'azzurro, al liocorno nascente al naturale; nel 2° bandato di rosso e d'argento |